# Kfz-Kennzeichen (Chile)

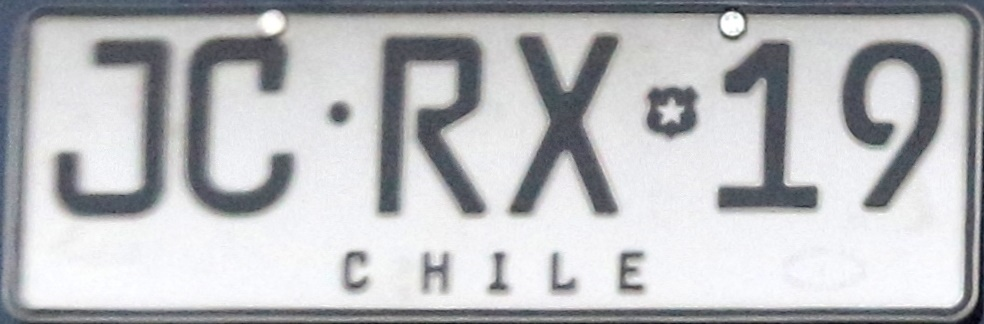
Beispiel eines chilenischen Kennzeichens der neusten Serie

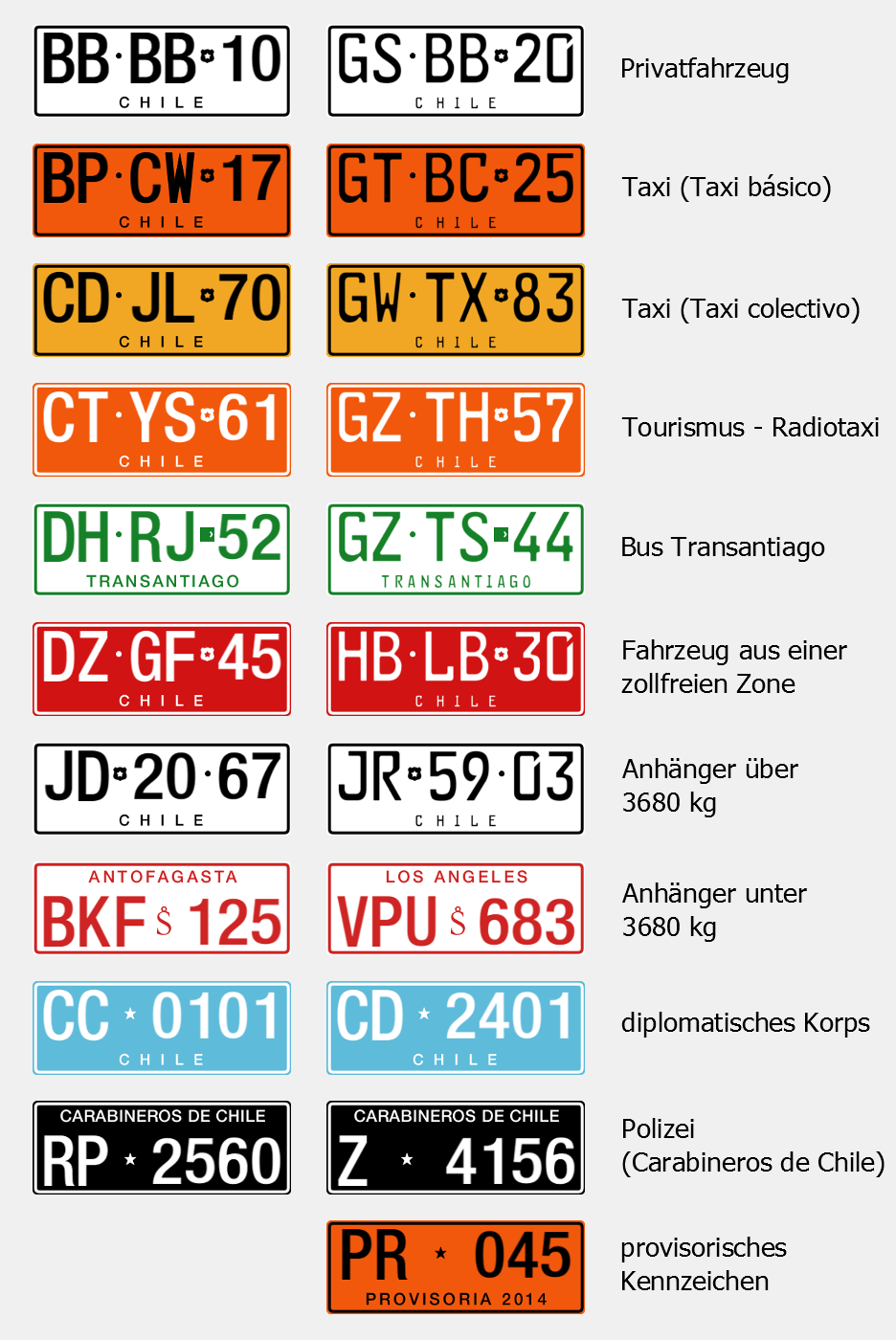
Auswahl aktueller chilenischer Kfz-Kennzeichen

Die aktuellen chilenischen Kfz-Kennzeichen (seit landesweiter Zentralisierung 1985 Placa Patente Única, kurz PPU) tragen stets drei Zeichenpaare. Serienkennzeichen tragen entweder zwei Paar Buchstaben und ein Paar Ziffern am Ende oder jeweils ein Paar Buchstaben und Ziffern sowie ein Paar Ziffern am Ende. Am unteren Rand findet sich der Schriftzug „Chile“. Zwei der drei Zeichenpaare werden durch ein Staatswappen getrennt. Hologramme, Klebeplaketten oder Ähnliches tragen sie nicht, ebenso erlauben sie keine Rückschlüsse auf die Herkunft des Fahrzeugs.
Die Farbgebung der Kennzeichen gibt Aufschluss über die Fahrzeugart. So lassen sich private und kommerzielle Fahrzeuge, Taxis usw. unterscheiden. Fahrzeuge des Personentransports (Taxis, Busse) tragen die Nummer des Kennzeichens stets auch auf die Karosserie lackiert.
Es gibt keine Regelung für Wunschkennzeichen wie in Deutschland. Lediglich die letzte Ziffer kann bedingt gewählt werden. Diese dient dazu, im Falle von zu hoher Luftbelastung durch Abgase, bestimmten Fahrzeugen ein Fahrverbot zu verhängen. Aktuell werden solche Fahrverbote an Tagen mit hoher Umweltbelastung an Kennzeichen nach Schlussziffer verhängt.  Dies betrifft gegebenenfalls Kennzeichen eines (Kfz mit Katalysator) oder zweier (nur Kfz ohne Katalysator) der Zahlenpaare 1/2, 3/4, 5/6, 7/8 oder 9/0. So können z. B. die Kennzeichen YB·34-67 und BG-XZ·18 bei einem Fahrverbot des Zahlenpaares 7/8 wegen ihrer Schlussziffern betroffen sein.
Serienkennzeichen werden normalerweise der Reihe nach vergeben. Ein höherer Buchstabe am Beginn des Kennzeichens lässt so bedingt auch auf ein jüngeres Baujahr schließen. Ältere Fahrzeuge mit späterer Erstzulassung oder importierte Fahrzeuge bekommen eine laufende Nummer, die nicht immer dem augenscheinlichen Alter entspricht. Heutzutage wird das Kennzeichen auch auf einige Fahrzeugteile aufgebracht (Karosserie, Scheiben, Spiegel usw.).
Heute existieren 15 Typen von Kennzeichen. Ein jedes Kennzeichen „lebt und stirbt mit dem Auto“. Jährlich werden dafür etwa 800.000 Schilder produziert.

## Formate

### Format 1: Altes Format (bis zum 31. Dezember 1984)

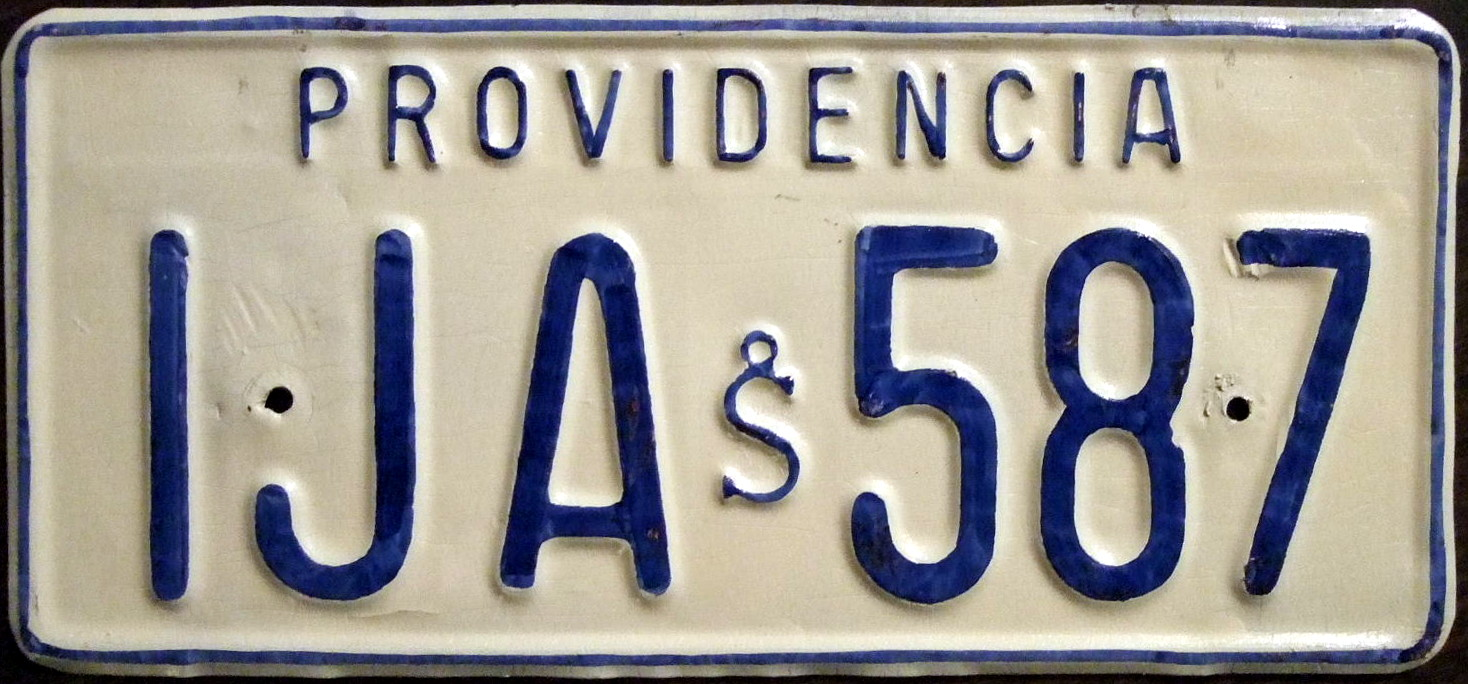
Beispiel eines Kennzeichens im alten Format

In diesem ersten System waren die Fahrzeuge bei der Gemeinde eingetragen, hier war ein Rückschluss auf die Herkunft möglich. Die Kennzeichen zeigten neben den Ziffern und Buchstaben auch den Namen der ausstellenden Stadt oder Gemeinde. Sie wurden in verschiedenen Farben, abhängig von Typ und Verwendung des Fahrzeugs ausgegeben. Zuweilen trug das Kennzeichen auch das Jahr, in dem es ausgegeben wurde. In verschiedenen Epochen trug das Kennzeichen auch einen Buchstaben, der über Fahrzeugtyp oder -verwendung Auskunft gab. Hier stand P für particular (Privatfahrzeug), C für comercial (geschäftliches Fahrzeug), SW für station wagon (Kombi/Caravan), BUS für Busse usw.

#### Bis 1940
Die Kennzeichen wurden individuell und unabhängig von den jeweiligen Städten und Gemeinden ausgegeben, die auch jegliches Aussehen und Format selbst festlegten. So gab es bereits 1919 Kennzeichen, die Buchstaben und Zahlen enthielten.

#### 1940er und 1950er Jahre
Für die Gemeinde Santiago wurden Kennzeichen nach dem Format AA·10 ausgegeben, Buchstaben und Ziffern waren dabei durch einen Stern getrennt.
- AB·23 / 53 Santiago P[6]

#### 1960er Jahre

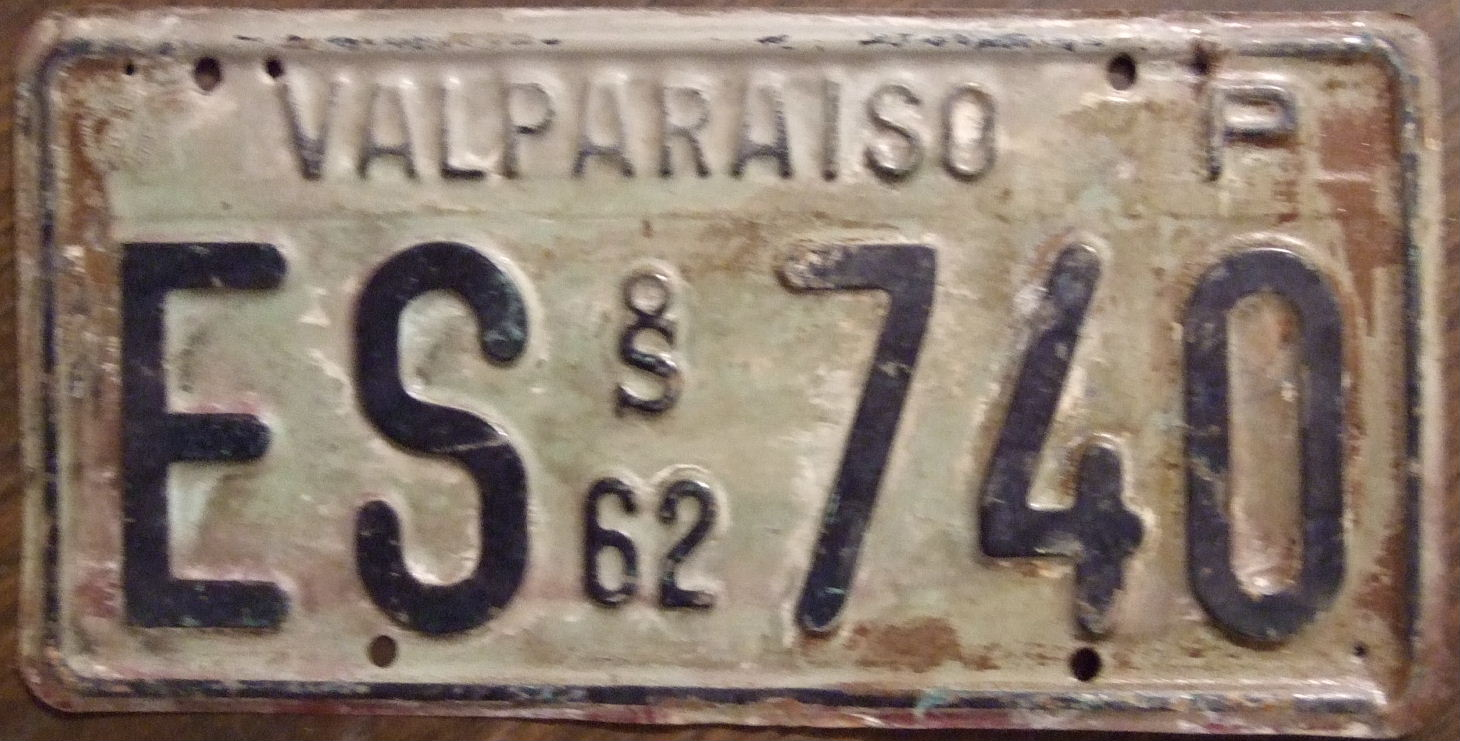
Beispiel eines Kennzeichens aus den 1960er Jahren

Für die Gemeinde Santiago wurden Kennzeichen nach dem Format AA·10 ausgegeben.
- Santiago P / DE 68 45[7]

Für den Rest des Landes gab es Kennzeichen mit zwei Buchstaben und drei Ziffern, jeweils getrennt durch das Symbol der Casa de Moneda de Chile (S̊) und dem Jahr der Ausgabe. Die ausgebende Gemeinde stand über oder unter dem Kennzeichen.
- ES 64 430 / Valparaiso P[8]
- Valparaiso P / ES 62 740[9]
- HF 69 598 / Quilicura P[10]

Bereits zu dieser Zeit wurden Ersatzkennzeichen aus Papier ausgegeben, um den Zeitraum bis zur Ausfertigung eines Blechschildes zu überbrücken.

#### 1970er Jahre

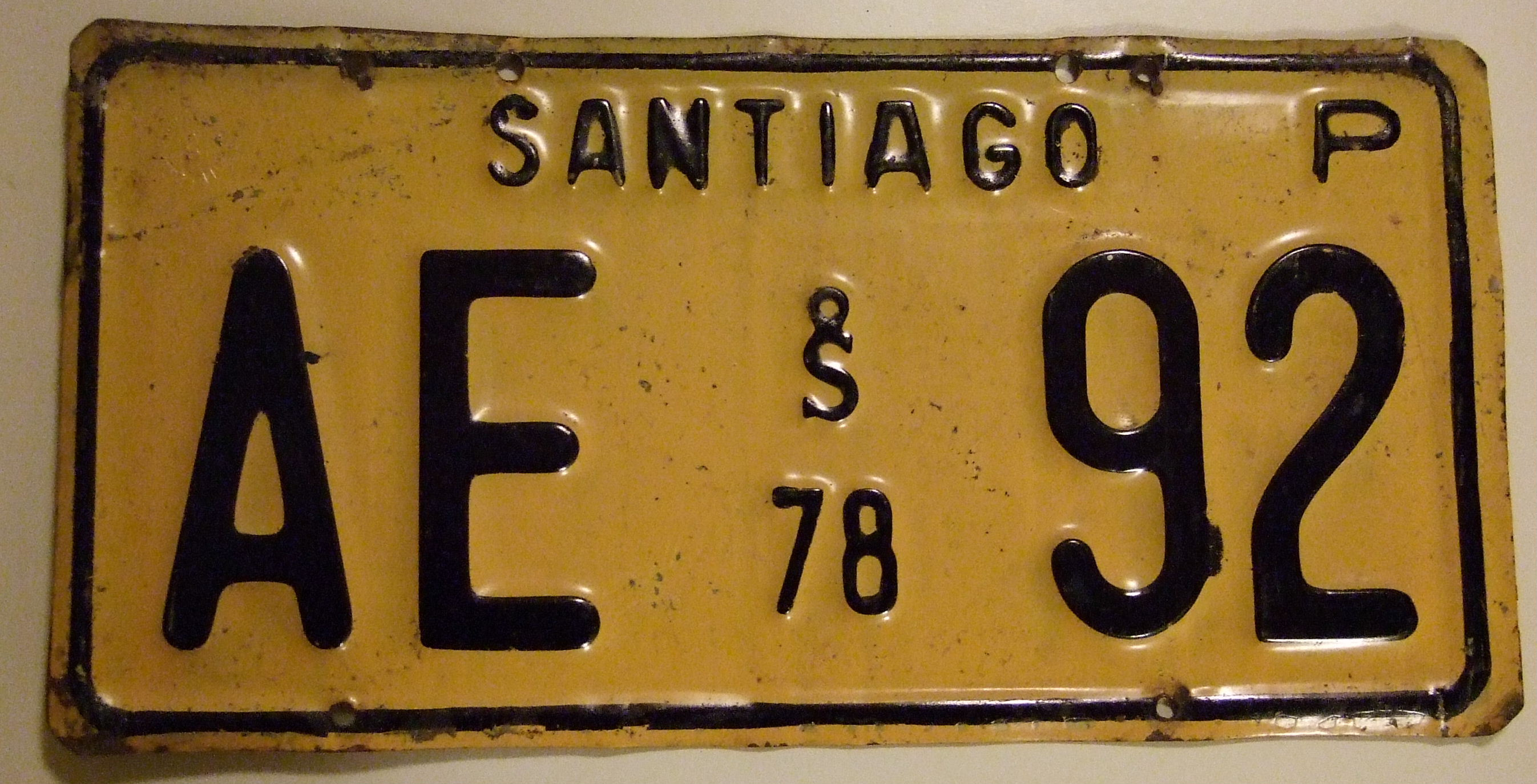
Beispiel eines Kennzeichens aus den 1970er Jahren

Für die Gemeinde Santiago wurden Kennzeichen nach dem Format AA·10 und AA·1 ausgegeben.
- Santiago P / AE 78 92 (siehe Bild)
- Santiago C / VY 78 2[12]
- WD 75 17 / Santiago C[13]

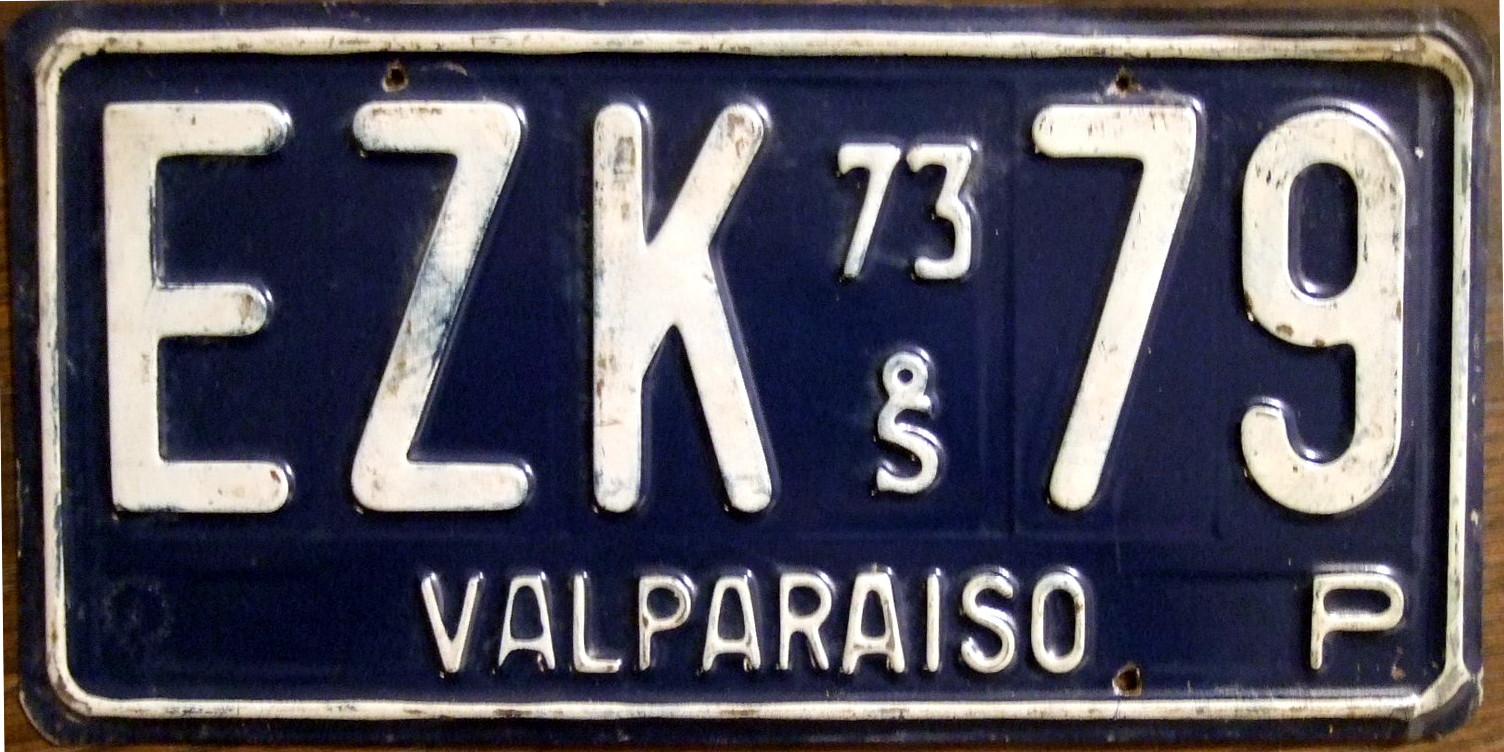
Beispiel eines Kennzeichens aus den 1970er Jahren

Für den Rest des Landes gab es Kennzeichen mit 4 oder 5 Zeichen, nach Buchstaben und Zahlen gruppiert.
- EZK 73 79 / Valparaiso P (siehe Bild)
- Valparaiso P / EZK 74 79[14]
- Providencia P / JX 74 308[15]
- DIH 77 1 / Coquimbo C[16]

#### 1980er Jahre

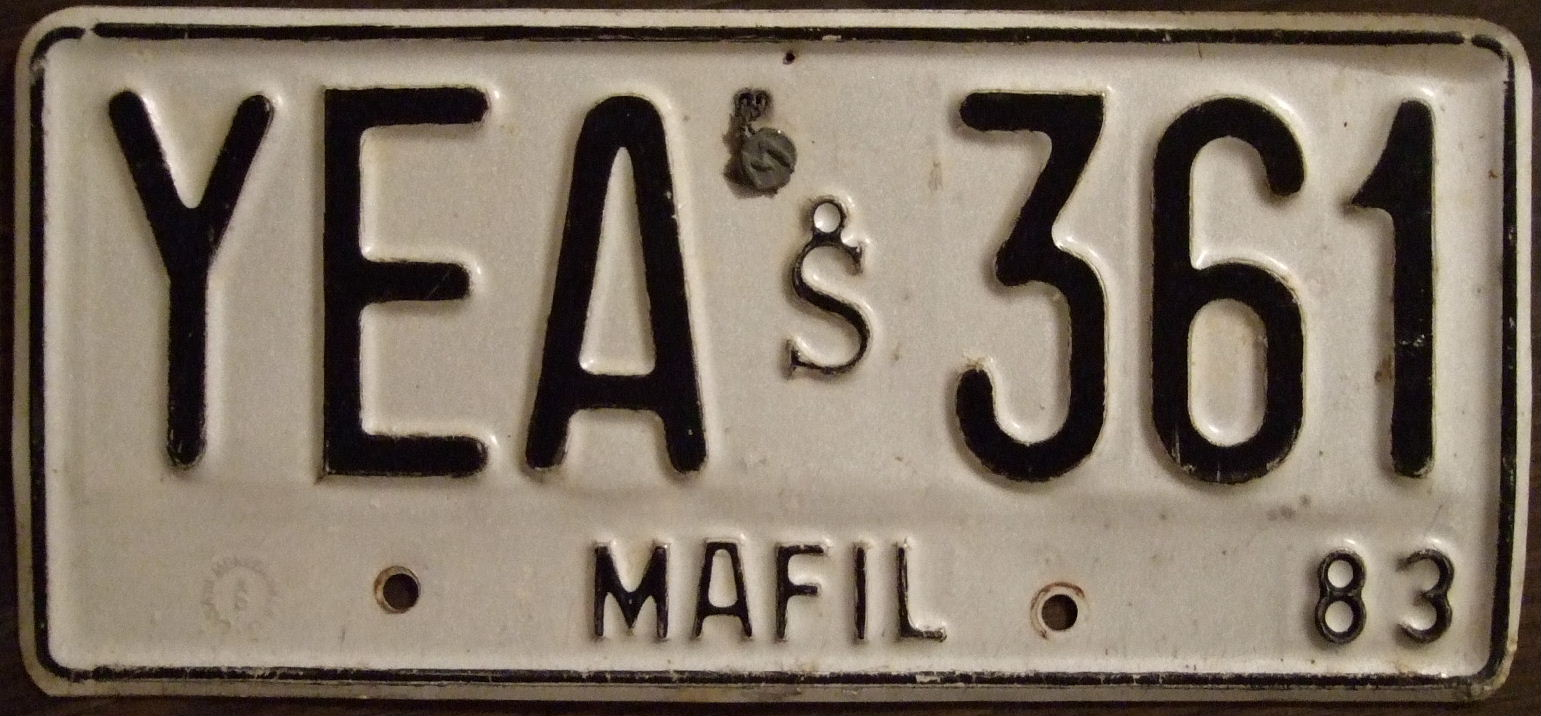
Beispiel eines Kennzeichens aus den 1980er Jahren

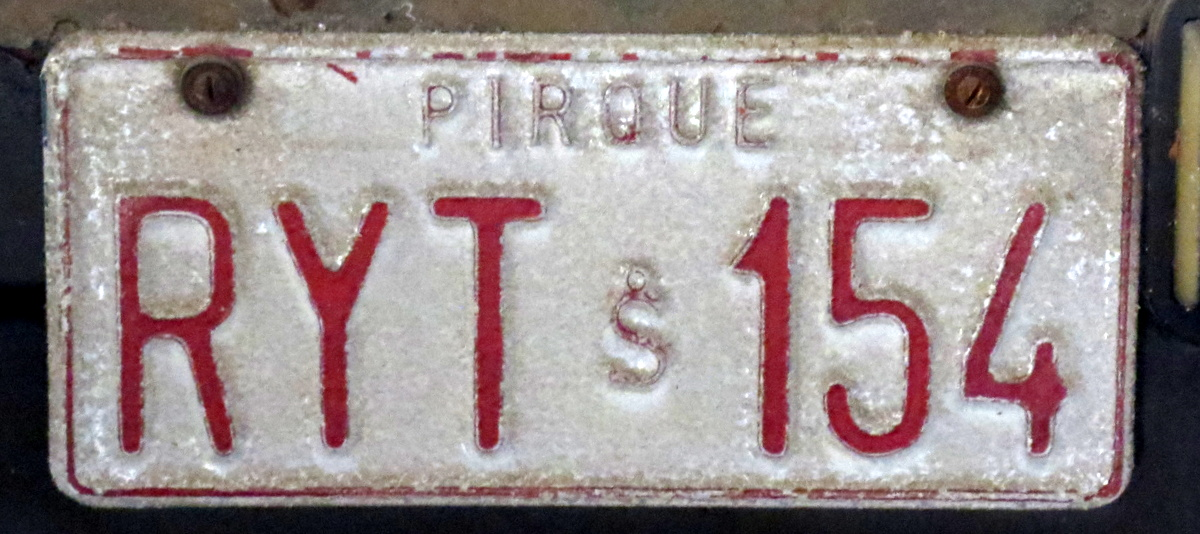
Beispiel eines Anhängerkennzeichens im alten Format

Im ganzen Land wurden die Kennzeichen nach dem Format AAA·100 ausgegeben. Dabei gab die Farbe abhängig vom Jahr Auskunft über den Fahrzeugtyp. In zwei Zeilen fand sich das Kennzeichen sowie Gemeinde (und Jahr) der Ausgabe. Je nach Gemeinde stand das Kennzeichen entweder oben oder unten.
- YEA·361 / Mafil 83 (siehe Bild)
- Villa Alemana / DYV·624[17]

Zwischen 1981 und 1984 verteilten sich die Anfangsbuchstaben wie folgt auf die Regionen:
- Regiones de Arica y Parinacota, und Tarapacá: A
- Región de Antofagasta: B
- Regiones de Atacama und Coquimbo: C
- Región de Valparaíso: D, E, F
- Región Metropolitana de Santiago: G, H, I, J, K, L, N, O, P, R
- Región del Libertador General Bernardo O’Higgins: S
- Región del Maule: T
- Región del Bio Bio: U, V
- Región de la Araucanía: X
- Regiones de Los Ríos und Los Lagos: Y
- Regiones de Aysén del General Carlos Ibáñez del Campo und de Magallanes: Z

### Format 2: AA·10-00 (1. Januar 1985 bis 31. August 2007)

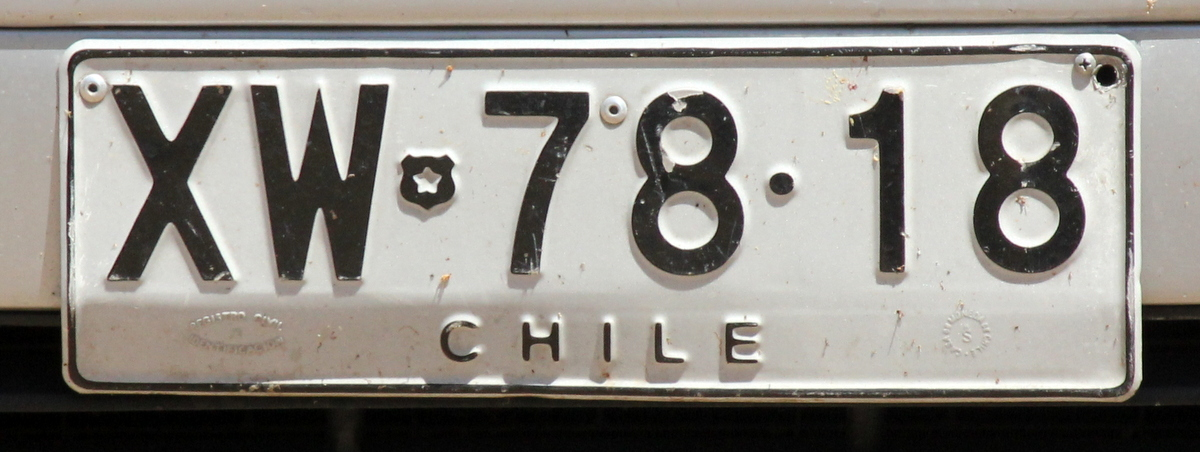
Beispiel eines Kennzeichens im Format 2

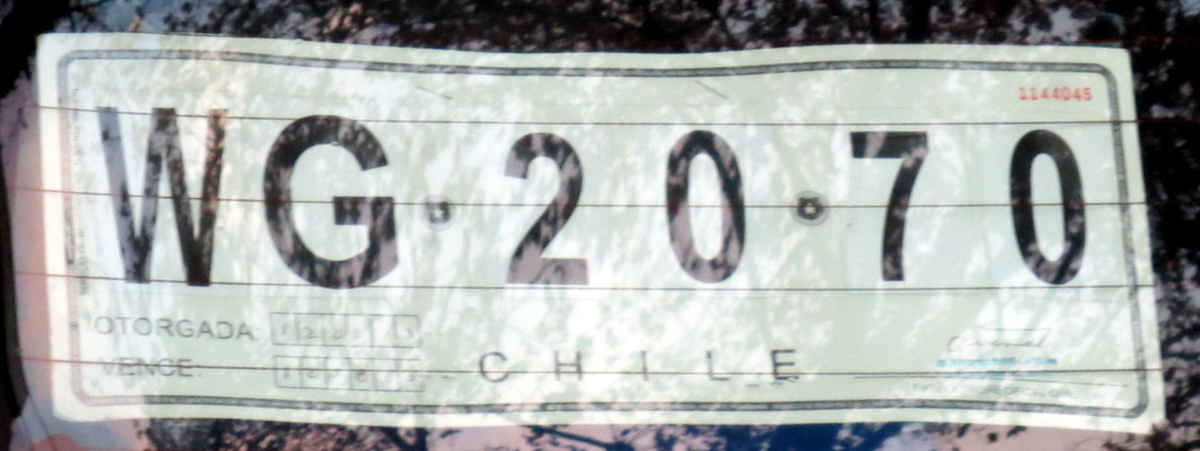
Beispiel eines Schildes aus Karton: Hier ging das Schild verloren und wird bis zur Ausfertigung auf Aluminium als Kennzeichen auf Karton benutzt.

Dieses Format ist grundlegend verschieden von seinem Vorgänger. Es wurde ab dem 1. Januar 1985 mit fließendem Übergang eingeführt, d. h. alte Kennzeichen vom Format 1 wurden nur bei Besitzerwechsel oder Ummeldungen gegen neue Kennzeichen getauscht. Neuzulassungen jedoch erhielten von diesem Tag an ein Kennzeichen im neuen Format.
Dieses Format besteht aus zwei Buchstaben, gefolgt von einem vereinfachten Staatswappen. Dem folgen zwei Paare von Ziffern, durch einen Punkt getrennt. Die Schilder messen 37,5 cm × 17 cm.
Dabei kann der erste Buchstabe einer der folgenden sein: A, B, C, E, F, G, H, D, K, L, N, P, R, S, T, U, V, X, Y, Z, W und M. M und W wurden zunächst auch nicht an zweiter Stelle verwendet, um in der Breite Platz zu sparen. Erst als die bisherigen Kombinationen von AA bis ZZ aus den vorher genannten Buchstaben vergeben waren, ergänzte man die Serie um die Kombinationen WA bis WZ, ZW bis KW (ohne VW) und schließlich bis zur Einführung von Format 3 MZ bis MX.
Das I wurde aufgrund der Ähnlichkeit zum J nur mit einem vorangehenden D verwendet, ebenso entfielen das Ñ und das Q wegen ihrer Ähnlichkeiten zum N bzw. zum O (außer Diplomatenkennzeichen). Dabei wird das J für Frachtanhänger vergeben.

Alle Kennzeichen tragen das Wort CHILE am unteren Rand, außer den Bussen des Transantiago.

### Format 3: BB-BB·10 (aktuell seit 1. September 2007)

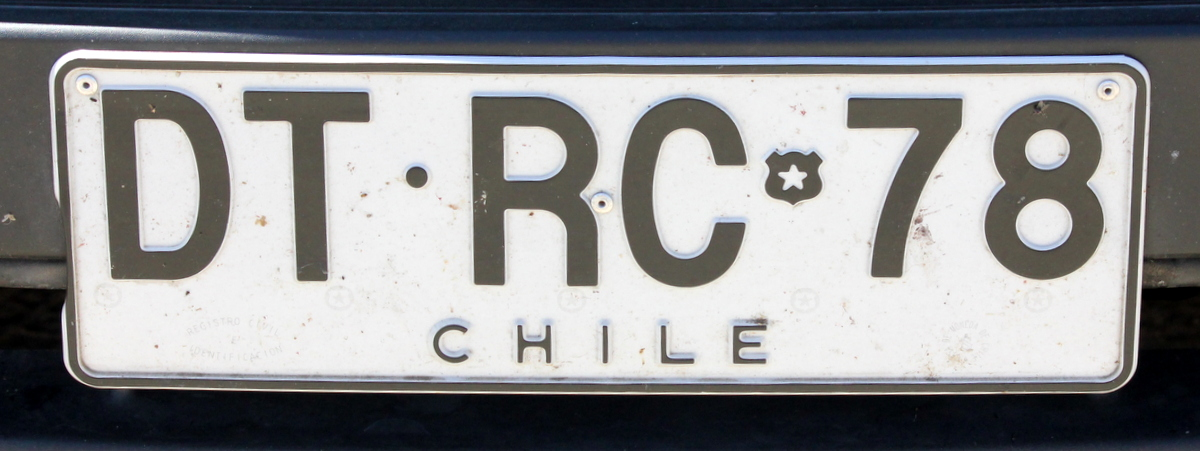
Beispiel eines Kennzeichens im Format 3

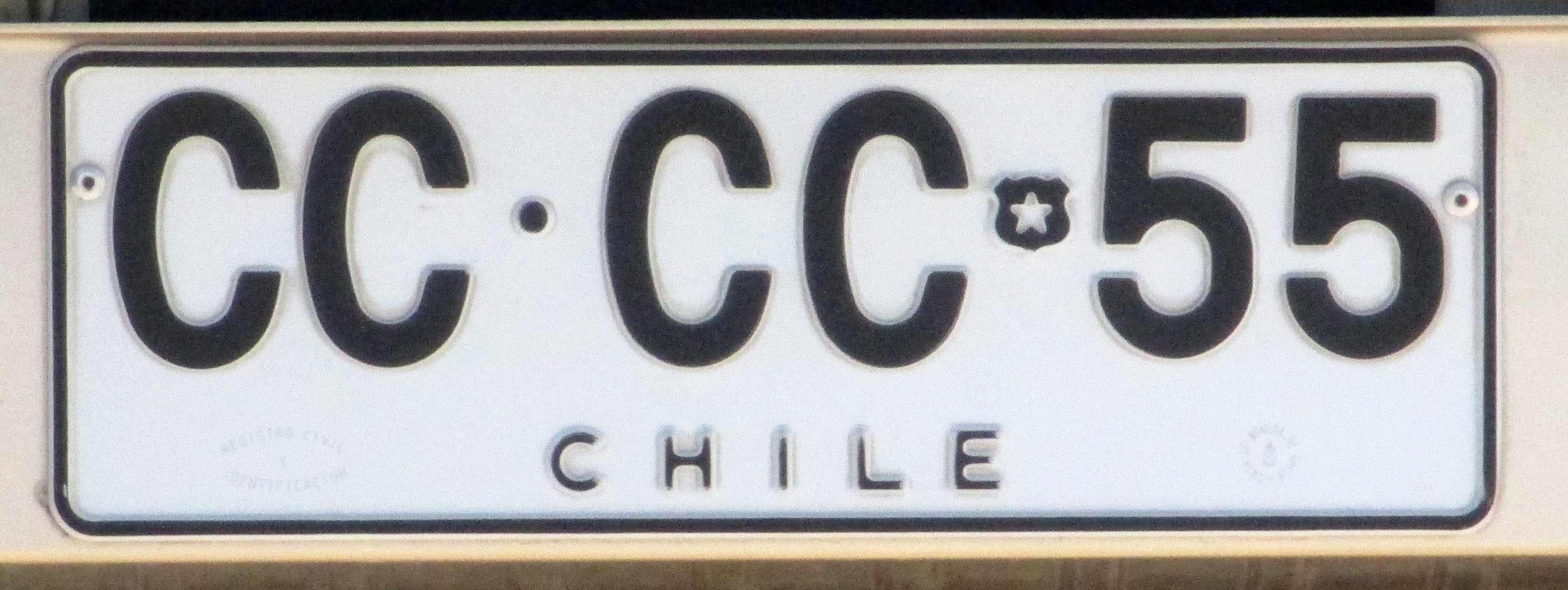
Kein sehr alltägliches Kennzeichen: Zum Zeitpunkt der Aufnahme zirkulierten nur maximal 45 Kennzeichen mit vier gleichen Buchstaben und zwei gleichen Ziffern.

Im September 2007 wurde damit begonnen, ein neues Format zu benutzen. Es besteht aus vier Buchstaben, gefolgt vom bisher benutzen vereinfachten Staatswappen und zwei Ziffern. Dieses System verwendet 18 Buchstaben: B, C, D, F, G, H, J, K, L, P, R, S, T, V, W, X, Y, Z. Wie bisher sind die Buchstaben Ñ und Q ausgeschlossen, aktuell werden auch N und M nicht verwendet, um unbequeme Kombinationen zu vermeiden. Ebenso werden keine Vokale vergeben, um die Bildung von ganzen Worten zu vermeiden. Die Zeichen sind in Helvetica gesetzt.
Auch wenn neue Fahrzeuge das aktuelle Format tragen, wurden die alten Formate nicht erneuert. Somit sind aktuell beide Formate im Umlauf. Die Abmaße der Schilder wurden beibehalten.
Die Nummern laufen von 10 bis 99 für alle Buchstabenserien. Das Typendesign ist dabei das gleiche wie schon bei alten Format. Ebenso gleich zu den alten Formaten ist, dass alle Kennzeichen das Wort CHILE am unteren Rand tragen, außer den Bussen des Transantiago.
Dieses Format erlangte am 3. September 2007 Gültigkeit, die Kennzeichen kosteten 15,570 $CLP. Bei durchschnittlich 250.000 Neuzulassungen sollten die so neu verfügbaren 9.447.840 Kombinationen etwa 38 Jahre reichen. Die Sicherheitsmerkmale sind verbessert worden. Vergeben wurden sie beginnend mit BB-BB·10 bis BB-BB·99, dann weiter mit BB-BC·10 bis BB-BC·99 usw. Allerdings wurden allein für den Zeitraum zwischen Februar und Juli 2013 bereits fast 270.000 Kennzeichenpaare in Auftrag gegeben. Am 5. März 2019 wurde bekannt, dass bereits über die Hälfte der in diesem System verfügbaren Kennzeichen-Kombinationen vergeben worden sind. Das Registro Civil rechnete daraufhin damit, dass die verbleibenden Kombinationen weitere etwa 12 Jahre ausreichen werden.
Die Schilder für die Kennzeichen werden hergestellt durch die Casa de Moneda de Chile. Im April 2011 kam es durch die unerwartet hohe Anzahl an Neuzulassungen von monatlich 15.000 Neuanmeldungen zu Engpässen bei der Aluminiumrohlingen für die Kennzeichenschilder, so dass etwa 5.000 Fahrzeuge nicht für den öffentlichen Verkehr zugelassen werden konnten. Obwohl weitere Rohlinge aus dem Ausland aufgekauft wurden (250.000 aus Deutschland und 60.000 aus Argentinien), konnte nicht verhindert werden, dass ab dem 3. Oktober 2011 Kennzeichenschilder aus Karton ausgegeben werden mussten. Daraufhin wurde die Herstellung der Kennzeichenschilder im September 2012 auch international an private Firmen ausgeschrieben.

#### Neues Design mit fälschungserschwerender Type

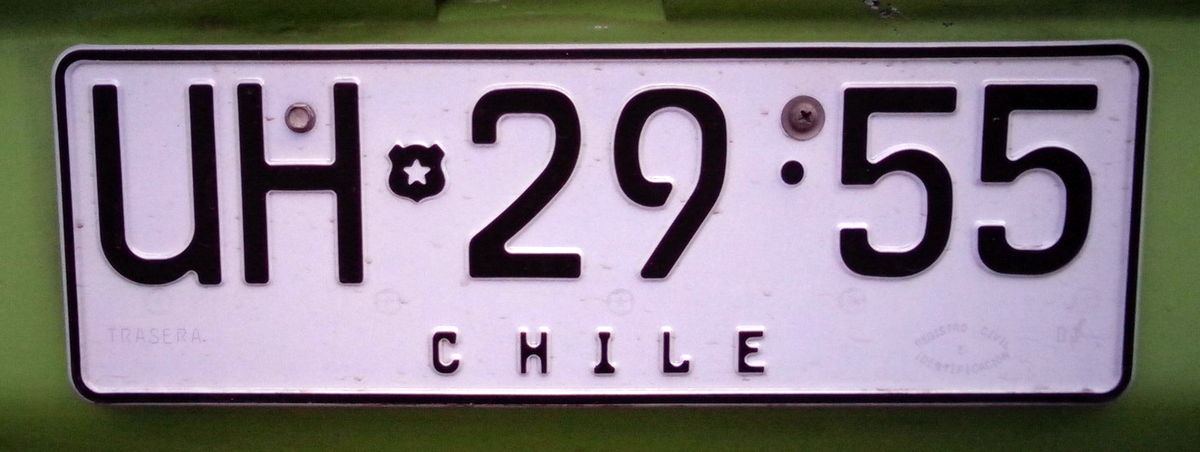
Kennzeichen des Formats 2 mit neuem Schriftsatz

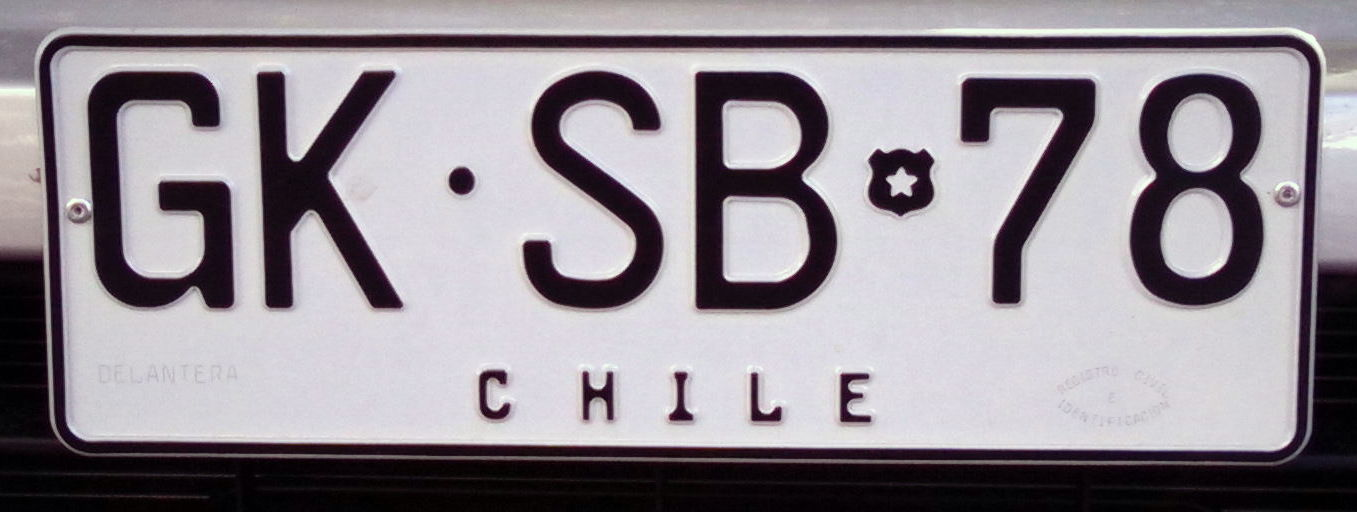
Kennzeichen des aktuellen Formats mit neuem Schriftsatz

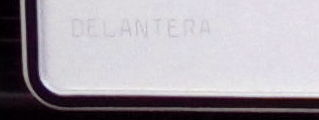
Ausschnitt des neuen Sicherheitsmerkmals zur Unterscheidung vorderer und hinterer Schilder

Mit Beginn des Jahres 2014 soll den Kennzeichen ein neues Gesicht gegeben werden. Damit reagieren die Behörden auf eine wachsende Zahl von Straftaten in Verbindung mit gefälschten Kennzeichen. So sollen in Zukunft Front- und Heckkennzeichen auch unterscheidbar sein und die Typografie wird so geändert, dass das Fälschen und Manipulieren von Kennzeichen erschwert wird. Dabei wird nicht das Format der Kennzeichen geändert werden, sondern lediglich deren Aussehen. Auf dem Schild soll direkt vermerkt werden, ob es vorne oder hinten am Fahrzeug angebracht werden soll. Offenbar wird dabei auch die Verwendung der FE-Schrift für das neue Layout erwogen. Dies wurde mit Ausgabe der Kennzeichen ab den Buchstaben GK im ersten Drittel des Jahres 2014 umgesetzt. Man erkennt links unten die Einprägung delantera zur Kenntlichmachung des vorderen Kennzeichens.
Die Maße der Kennzeichen mit der neuen Type für Autos sind gleich geblieben (360 × 130 mm), für Motorräder sind sie jetzt 40 mm höher (145 × 120 mm).
Die Casa de Moneda gab bekannt, davon zunächst 1.115.240 Stück hergestellt zu haben.
Nicht nur die Kennzeichen für Neuwagen, auch verlorene und gestohlene Schilder werden durch solche mit der neuen Type ersetzt. Die bestehenden Buchstabenserien werden dabei weitergeführt.
Zusammengefasst haben die neuen Kennzeichen folgende Eigenschaften:
- Ausgegeben im Registro Civil ab März 2014
- Gesetzt in der Type FE-Schrift[35]
- Gefertigt aus Aluminium-Rohlingen, mit einer reflektierenden Folie überzogen, die je nach Kennzeichentyp die Farbe ändert
- Die Worte TRASERA (hinten) und DELANTERA (vorne) mit Laser eingedruckt, 5 mm hoch, jeweils links unten
- Maße der Schilder: 360 × 130 mm (für Fahrzeuge mit vier oder mehr Rädern)
- Höhe der Buchstaben: 70 mm (für Fahrzeuge mit vier oder mehr Rädern)
- Höhe der Ziffern: 66 mm (für Fahrzeuge mit vier oder mehr Rädern)
- Wappen als Relief: 20 × 20 mm (für Fahrzeuge mit vier oder mehr Rädern)
- Schriftzug CHILE (unten mittig für Fahrzeuge mit vier oder mehr Rädern, bei zwei oder drei Rädern oben mittig) in Großbuchstaben, in FE-Schrift, 15 mm hoch
- mittiger Punkt als Trennzeichen mit höchstens 10 mm Durchmesser
- Siegel REGISTRO CIVIL E IDENTIFICACIÓN, nicht geprägt, sondern mit Laser eingedruckt

Im Februar 2016 waren bereits Nummernschilder mit der Serie HS im Umlauf. Spätestens am 9. Juni 2016 zirkulierten auch Kennzeichen der Serie HT. Spätestens im Juli 2016 wurde mit der Ausgabe von Pkw-Kennzeichen begonnen, die mit J beginnen. Im März 2019 waren Kennzeichen der Serie LC in aktueller Ausgabe.

### Kennzeichen für Anhänger

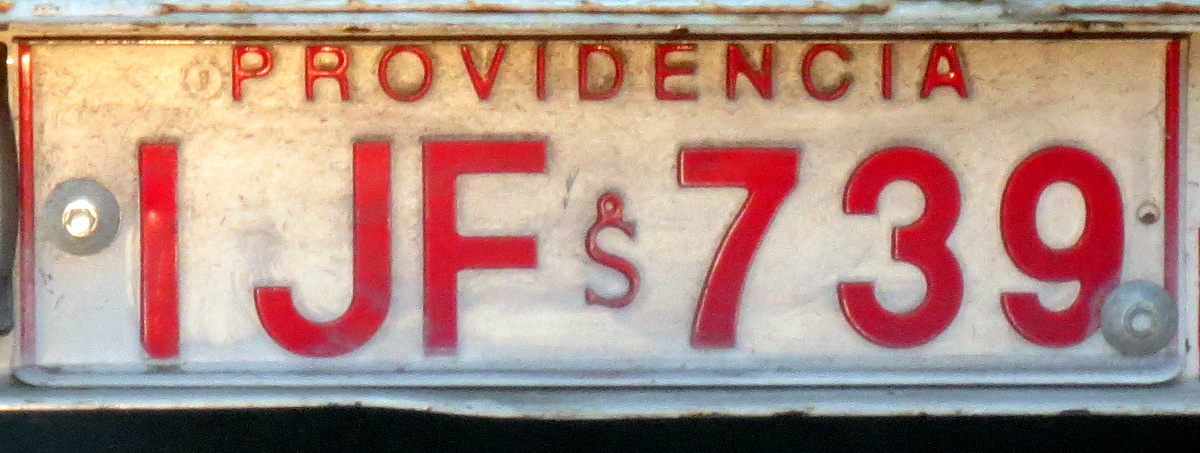
Beispiel eines Kennzeichens, wie es für kleine Anhänger verwendet wird

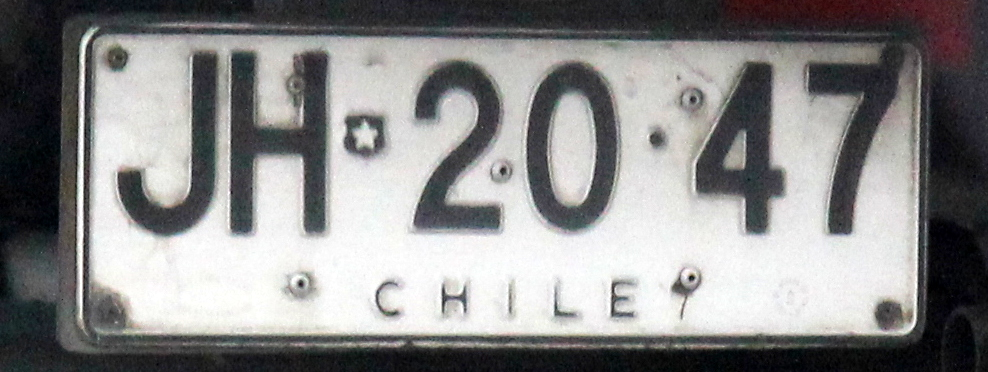
Beispiel eines Kennzeichens, wie es für Lkw-Anhänger und Sattelauflieger verwendet wird

Nach einem Gesetz aus dem Jahre 2003 werden für Anhänger und Sattelauflieger mit einem Bruttogewicht von 3860 kg oder mehr Kennzeichen gemäß dem Format 2 ausgegeben, dabei wird die komplette Serie des Buchstabens J verwendet. Diese Kennzeichen folgen also dem Format (JA·10-00).

Anhänger geringeren Gewichts werden weiterhin bei der Gemeinde eingetragen. Auf weißem Grund tragen sie in roter Schrift das Format (AAA·001), dabei sind auch die Buchstaben I und O im Gebrauch. Ferner tragen sie auch den Namen der Gemeinde, in der der Anhänger zugelassen ist.

### Kennzeichen für Zweiräder und Quads

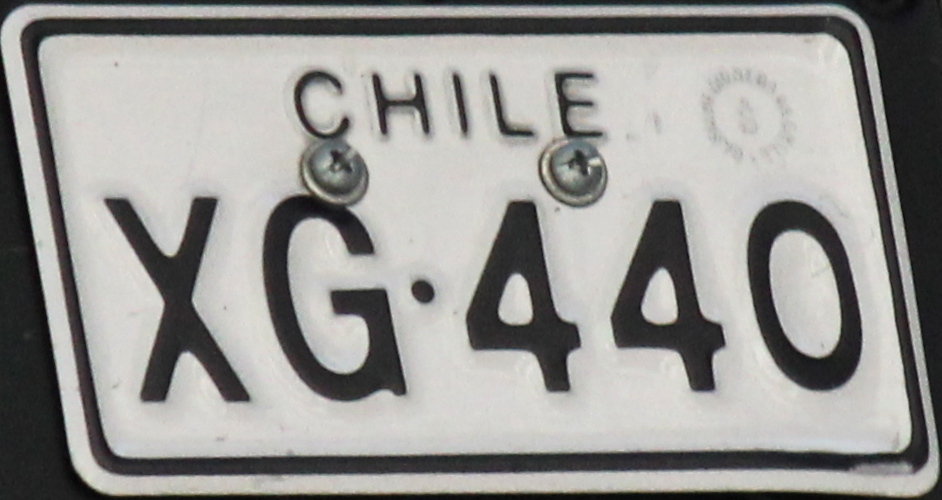
Beispiel eines Kennzeichens für Zweiräder

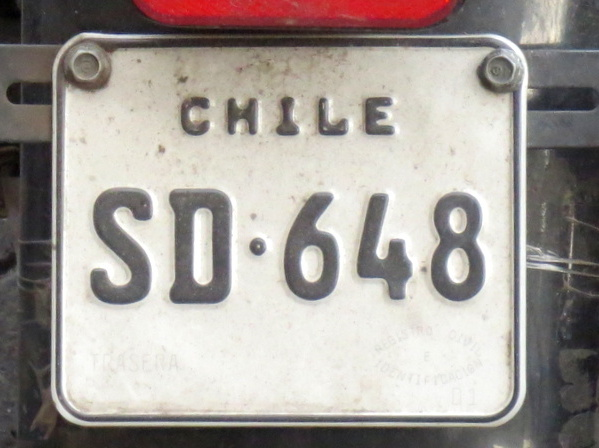
Zweiradkennzeichen mit FE-Schrift und neuen Abmaßen

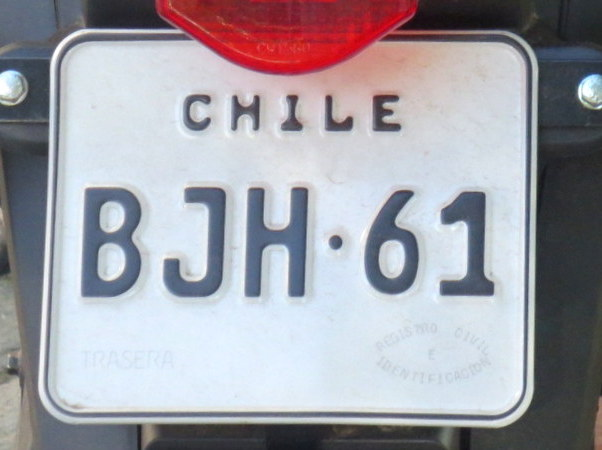
Zweiradkennzeichen im neuen Format

Diese Kennzeichen sind generell kleiner und wurden bis 2014 mit zwei Buchstaben und drei Ziffern (AB·123), durch einen Punkt getrennt, ausgegeben. Wie die anderen Kennzeichen tragen auch sie den Schriftzug CHILE. Tatsächlich wurden diese Kennzeichen im Format AB·0123 registriert, aus Platzmangel auf dem Blech erscheinen sie aber ohne die führende Null. Zusätzlich sind für Zweiradkennzeichen auch die kompletten Serien der Buchstaben I, J, M, N, O und Q sowie die Kombinationen CC und CD in Gebrauch.
Mit Einführung der FE-Schrift auch auf den Zweiradkennzeichen im ersten Drittel des Jahres 2014 wird das Schild 40 mm höher. Ferner sollen demnächst diese Kennzeichen im Format AAA·10 vergeben werden. Dieses Vorhaben wurde in der zweiten Hälfte des Jahres 2014 umgesetzt, von nun an werden Kennzeichen für Zweiräder und andere Kleinfahrzeuge nach dem Format BBB·10 vergeben. Während bei diesem Format in den B- und C-Serien noch der Mittelpunkt (·) verwendet wurde, steht an seiner Stelle aktuell (Juli 2016) nun ein Punkt (.): DBB.10 und FBB.10. Gleiches gilt für ab diesem Zeitpunkt ausgestellte Ersatzkennzeichen im alten Format.

Anders als in Deutschland wurde auch bei motorisierten Zweirädern (außer Polizeimotorräder) jeweils ein Schild vorne und hinten angebracht. Dies hat im Zusammenhang mit der Vergrößerung des Schildes mit dem neuen Schriftsatz Unmut bei vielen Motorradfahrern ausgelöst. Sie beklagten unter anderem die Schwierigkeit, dieses große Schild vorn anzubringen. Insbesondere kann es auch dazu führen, dass das Motorrad windanfälliger wird. Mit Wirkung vom 17. Juni 2015 sind die vorderen Nummernschilder an Motorrädern jedoch wieder abgeschafft. Neu zugelassene Motorräder erhalten nur noch ein hinteres Kennzeichen, solche mit zwei Nummernschildern können auf ein einziges Nummernschild umgemeldet werden.

## Spezielle Formate

### Übergangskennzeichen – Patentes provisionales

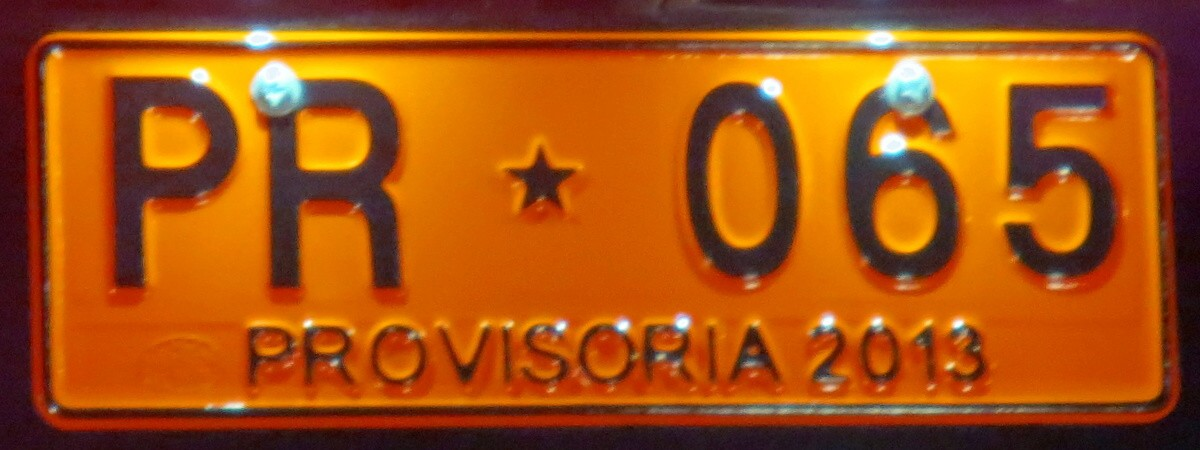
Beispiel eines provisorischen Kennzeichens

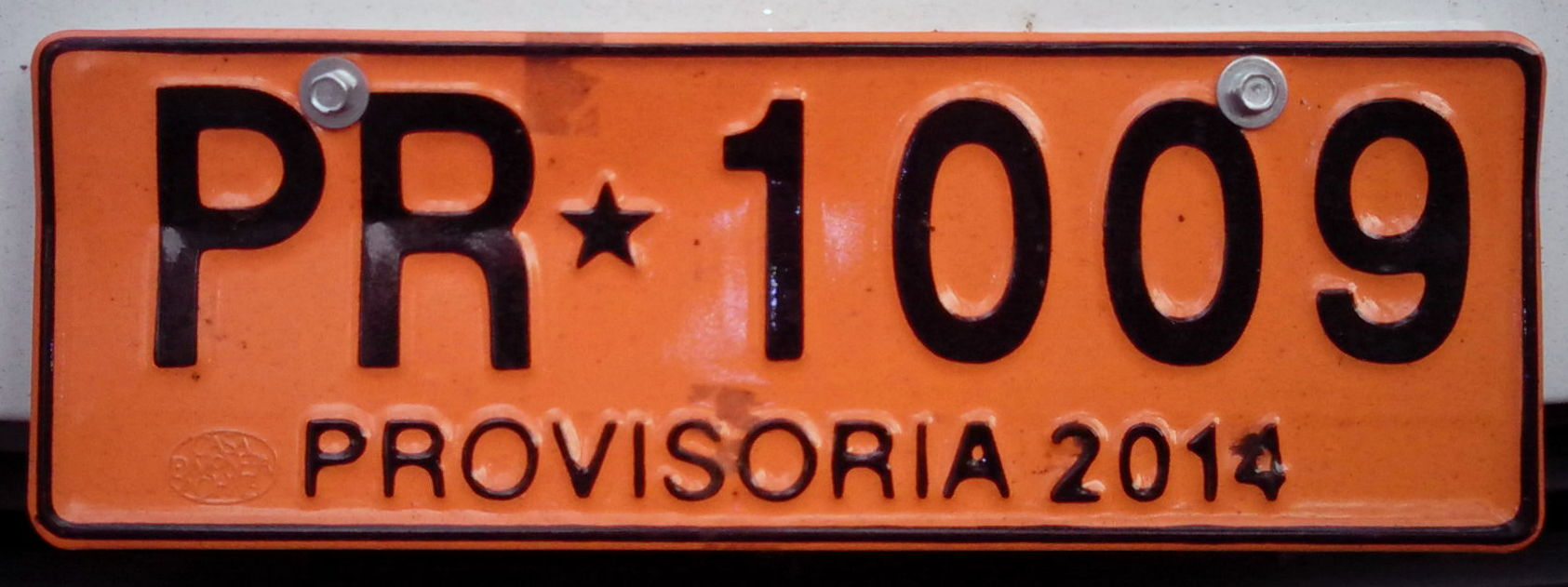
Beispiel eines provisorischen Kennzeichens

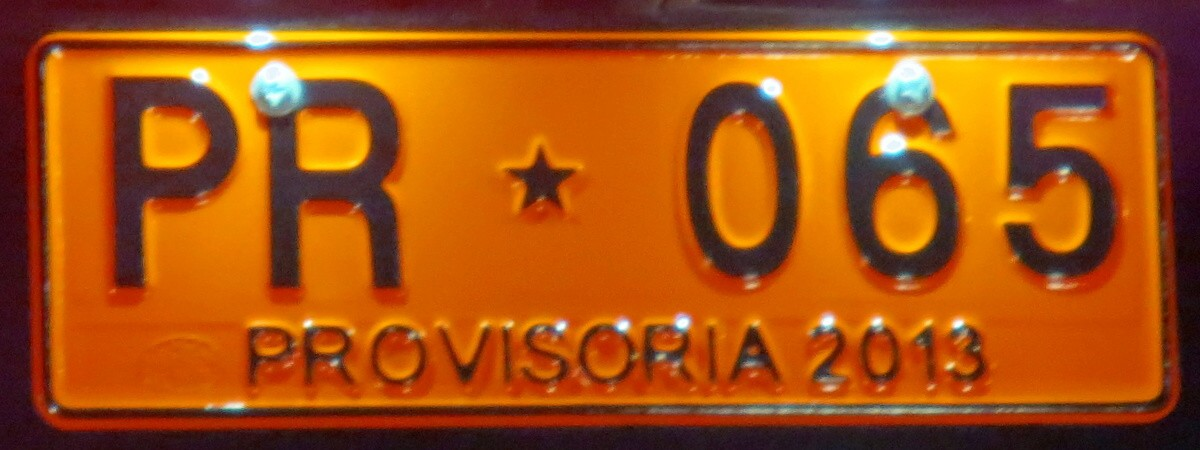
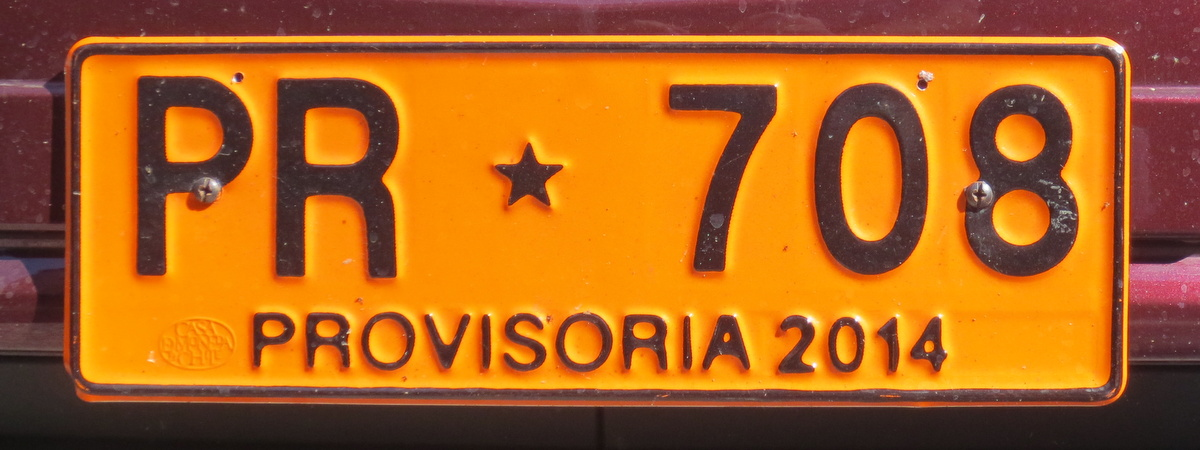
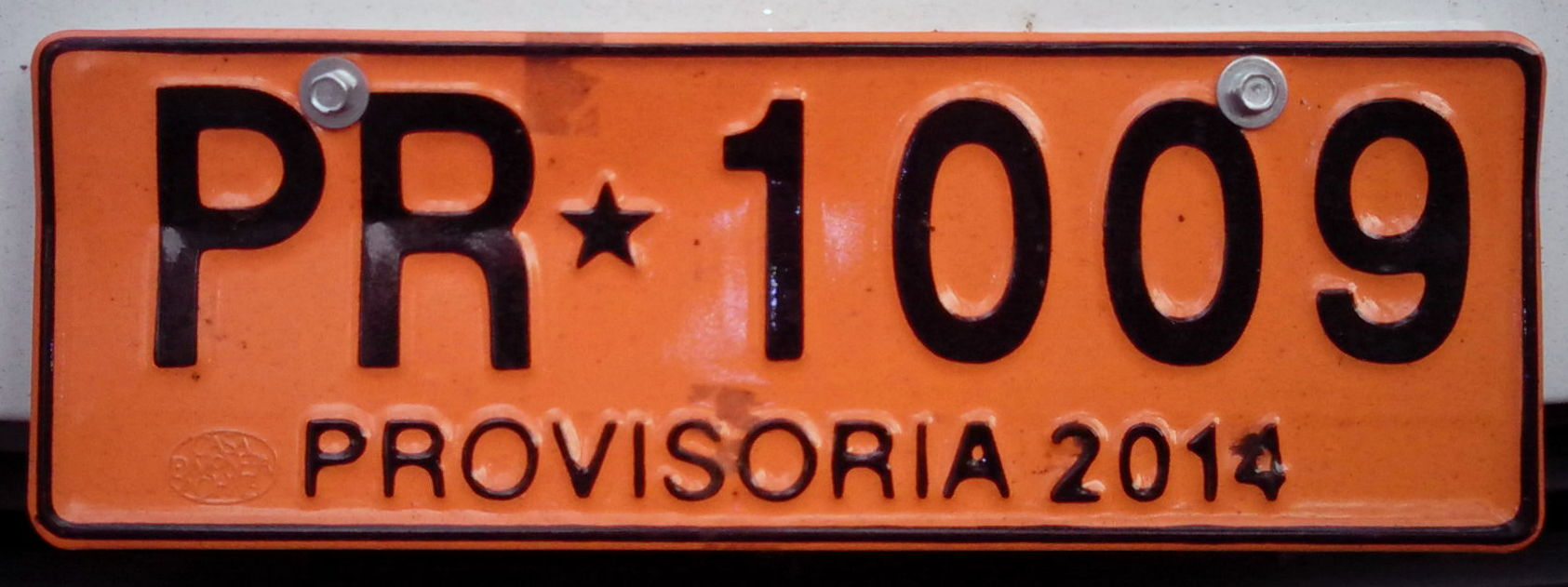

Vorübergehende Kennzeichen zeigen sich mit schwarzer Schrift auf orangefarbenem Grund, jedoch mit fünf oder sechs Zeichen. Sie haben die gleiche Größe wie alle Pkw-Kennzeichen und folgen dem Format PR·100 beziehungsweise PR·1000, dabei sitzt zwischen den Buchstaben und den Ziffern ein schwarzer Stern. In der unteren Zeile tragen sie nicht wie fast alle anderen Formate den Schriftzug CHILE, sondern die Kennung PROVISORIA sowie das Jahr der Ausgabe.
Jedes Jahr beginnt die Nummerierung bei 001. Im Jahre 2014 wurde die Zahl 1000 überschritten, daher wurden danach diese Kennzeichen nun im Format PR·1000 ausgegeben.
Vormals wurden diese Kennzeichen ebenfalls von der Gemeinde vergeben und trugen gemäß Format 1 drei Buchstaben und drei Ziffern, allerdings mit dem Zusatz PROVISORIA. 1985 war das Format dem Heutigen sehr ähnlich, allerdings mit stets 4 Ziffern.

Ihr Zweck besteht hauptsächlich darin, Autoverkäufern und Käufern Probefahrten und Überführungen zu ermöglichen.

### Feuerwehr – Cuerpo Bomberos

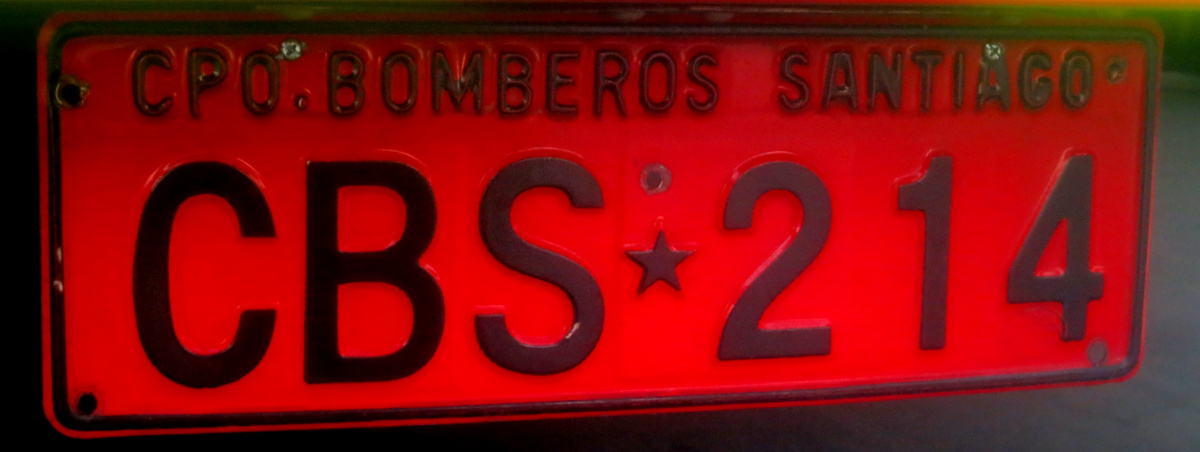
Beispiel eines Kennzeichens der Feuerwehr, hier ein Fahrzeug der 14. Feuerwehrkompanie von Santiago

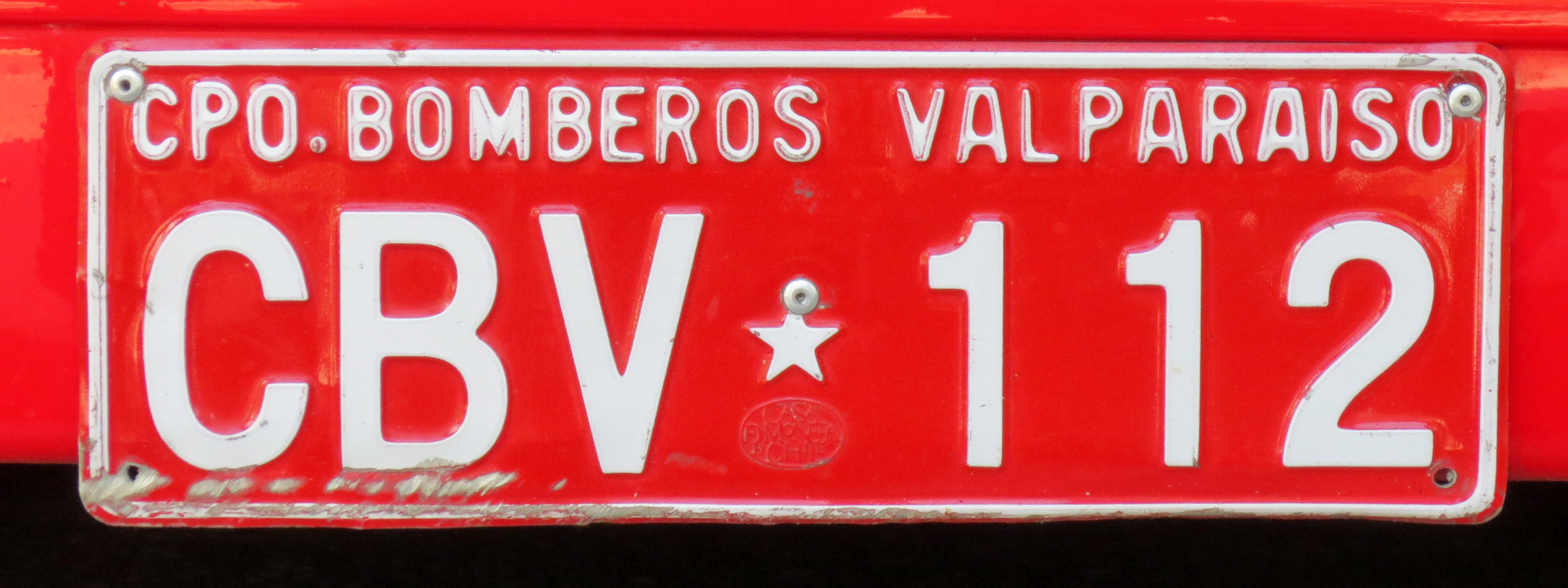
Beispiel eines Kennzeichens der Feuerwehr, hier ein Fahrzeug der Feuerwehr Valparaiso

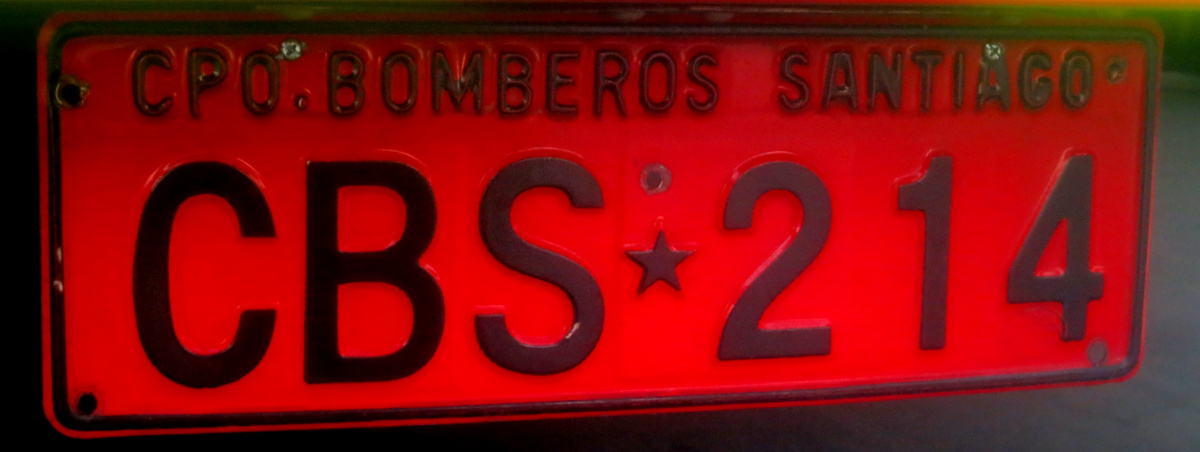
CB Santiago
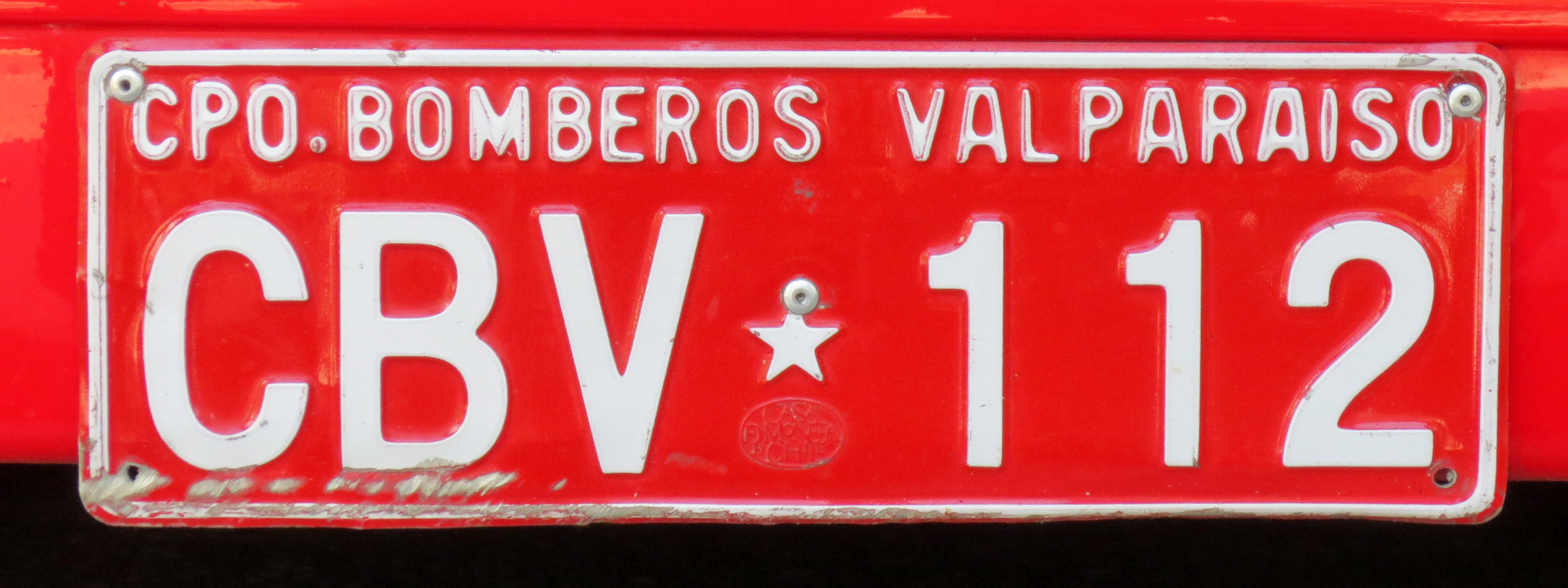
CB Valparaiso

Obwohl sie unentgeltlich zugelassen werden können, tragen die meisten Fahrzeuge der Feuerwehreinheiten in Chile die normalen weißen Kennzeichen für Privatfahrzeuge. In größeren Städten oder Ballungsgebieten ist es möglich, dass die Feuerwehren behördliche Kennzeichen tragen („patentes institucionales“). Sie setzen sich aus den Buchstaben CB (Cuerpo Bomberos), gefolgt von einem oder zwei Buchstaben für die Stadt, dann einem schwarzen Stern und dann einer weiteren Unterscheidungsnummer zusammen. Die Kennzeichen tragen schwarze oder weiße Schrift auf rotem Grund.
So gibt es das Kennzeichen CBS·212 sowie die Kennzeichen CBS·102, CBS·108, CBS·109, CBS·113, CBS·015, CBS·215, CBS·204, CBS·213, CBS·214, CBS·217 für Fahrzeuge der Feuerwehr in Santiago.
Die Gemeinde Ñuñoa unterhält ein Löschfahrzeug mit dem Kennzeichen CBÑ·B3.
In Valparaiso ist ein Mannschaftsbus auf das Kennzeichen CBV·008 sowie Löschfahrzeuge auf die Kennzeichen CBV·101, CBV·012 und CBV·141 zugelassen.
Die Gemeinde La Granja unterhält zwei Feuerwehrfahrzeuge, die auf die Kennzeichen CBLG·Z-1 und CBLG·Z-2 registriert sind. Ein weiteres Fahrzeug trägt das Kennzeichen CBLG·B4.

Für die Gemeinde Peñaflor sind Fahrzeuge auf das Kennzeichen CBP·101 und CBP·301 zugelassen und in der Kommune Quinta Normal gibt es ein Feuerwehrfahrzeuge mit den Kennzeichen CBQN·B8 und QN·0003.

### Streitkräfte – Fuerzas Armadas

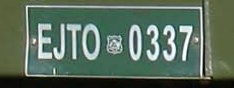

#### Polizei – Carabineros de Chile

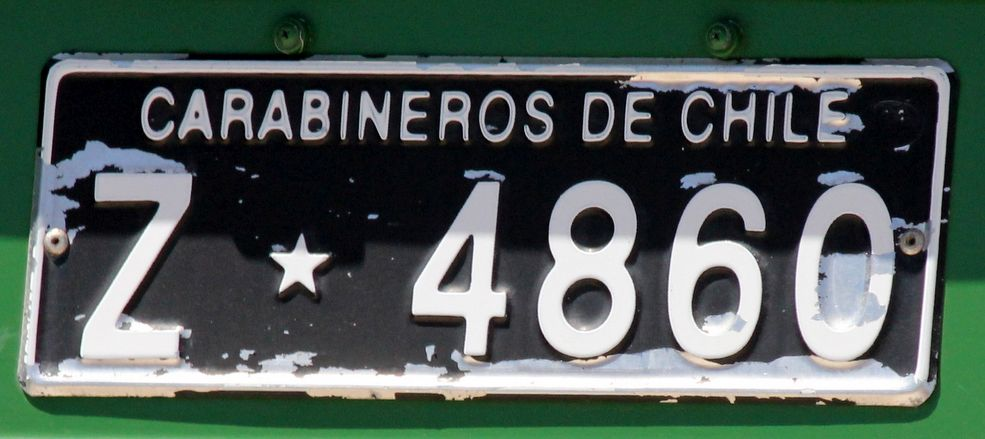
Beispiel eines Kennzeichens der Polizei

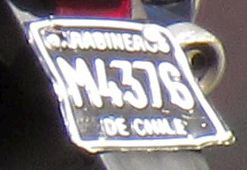
Beispiel eines Motorradkennzeichens der Polizei

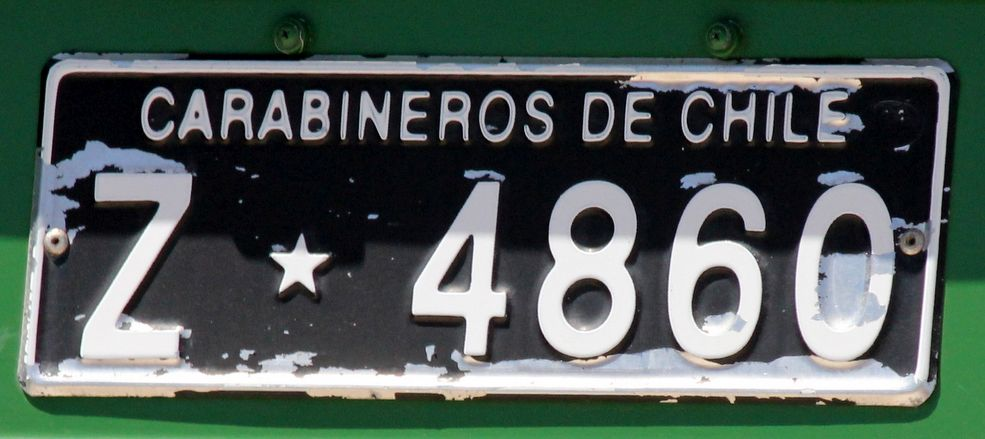

Die Polizei hat Kennzeichen mit weißer Schrift auf schwarzem Grund. Der Fuhrpark der Polizei trägt eine Kombination aus Buchstaben:
- B für Busse[66]
- RP für Funkpatrouille (Radio patrullas)[67]
- AP für Polizeiunterstützung (Apoyo Policial)
- M für Motorräder[68]
- Z für Lkw, Kleintransporter und Kleinbusse
- LA für Wasserwerfer (Carros lanzaaguas)[69]
- J für Geländewagen
- AG für leichte und schwere Abschleppwagen (Grúa)[70][71][72]
- C für die Abteilung der berittenen Polizei (Caballeria)[73]
- TC für Transporte der berittenen Polizei[74]

und entsprechend durchnummerierten Ziffern. Über diesen Zeichen findet sich die Aufschrift CARABINEROS DE CHILE. Fahrzeuge der PDI (Policía de Investigaciones de Chile) und der Gendarmerie (Gendarmería de Chile) haben die Standardkennzeichen wie private Fahrzeuge.

#### Ejército – Heer

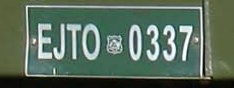
Beispiel eines Kennzeichens des Heeres

Heute sind die Kennzeichen grüne Plastik- oder Metallschilder mit weißer Schrift auf dunkelgrünem Grund.

#### Fuerza Aérea – Luftwaffe
Auch diese Kennzeichen der Streitkräfte tragen weiße Schrift auf schwarzem Grund. Aufschluss über das Fahrzeug geben die führenden Buchstaben, denen eine laufende Nummer folgt. Es gibt verschiedene Registrierungen: CC, CM, CT, VG.

#### Armada de Chile – Marine
Die Fahrzeuge der Marine tragen Kennzeichen mit schwarzer Schrift auf sandfarbenem Grund. Meist steht im Kennzeichen vorne CIM, gefolgt von einer Nummer.

### Diplomatisches Korps – Cuerpo diplomático

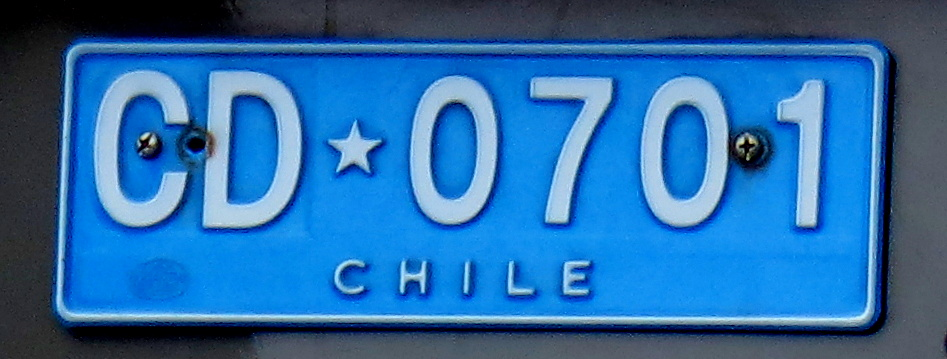
Diplomatenkennzeichen (diplomatisches Korps) des belgischen Botschafters in Chile

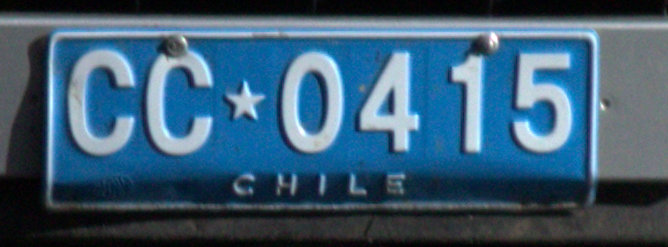
Diplomatenkennzeichen (konsularisches Korps) des argentinischen Konsulats in Chile

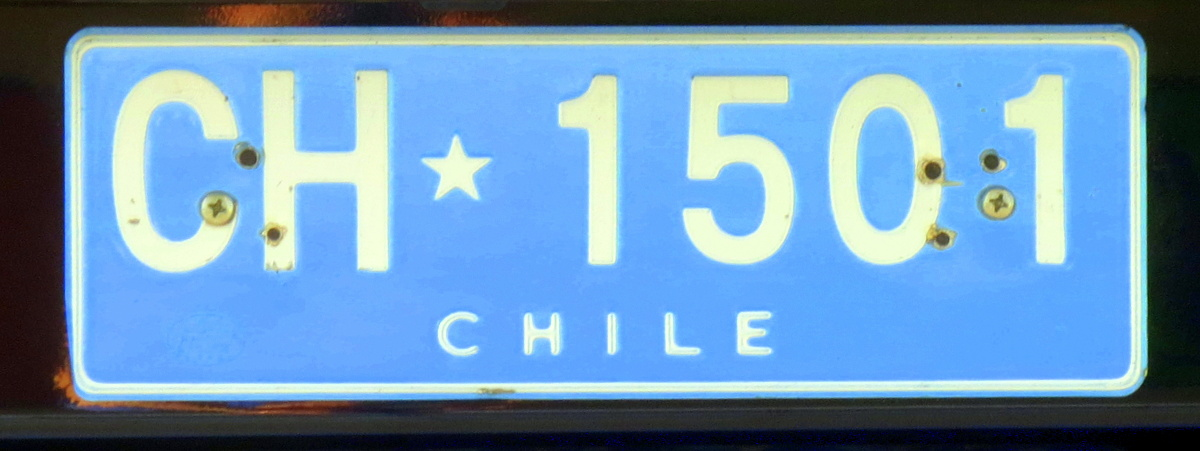
Diplomatenkennzeichen (Honorarkonsuln) eines Honorarkonsuls Costa Ricas in Chile

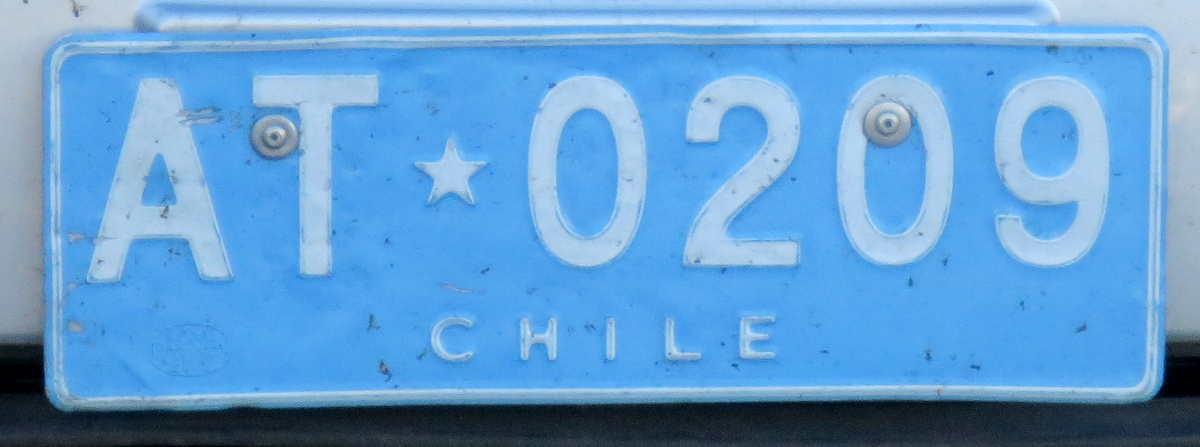
Diplomatenkennzeichen (technische Assistenz) einer Auslandsdienstlehrkraft an einer Deutschen Schule in Chile

Diplomatenkennzeichen werden für Fahrzeuge von Diplomaten, Konsuln und anderen Mitarbeitern der Auslandsvertretungen sowie deren Familien ausgegeben. Dies geschieht unter Genehmigung des Chilenischen Außenministeriums. Auch wenn ein Fahrzeug ein solches Kennzeichen trägt, bleibt es stets mit seinen ursprünglichen privaten Kennzeichen eingetragen, das es sofort wieder erhält wenn es nicht mehr in Verbindung mit der Auslandsvertretung steht. Sie haben weiße Schrift auf hellblauem Grund, sie bestehen aus zwei Buchstaben, gefolgt von Ziffern; beides getrennt durch einen kleinen Stern:
- CD: diplomatisches Korps (Cuerpo Diplomático)
- CC: konsularisches Korps (Cuerpo Consular)
- CH: Honorarkonsuln (Cónsul Honorario)
- AT: Personal der technischen Assistenz (Asistencia Técnica Personal)
- OI: internationale Organisation (Organismo Internacional)
- PAT: zeitweilig erlaubte Zulassung (Permiso de admisión temporal)

Dabei gibt (für die Kennungen CD, CC, CH, AT) das erste Zahlenpaar die Zugehörigkeit zu einer Auslandsvertretung an, die Länder sind in spanischer Sprache dem Alphabet nach geordnet. So tragen die Kennzeichen der Fahrzeuge der Deutschen Vertretung die Ziffern 02XX. Der BMW des deutschen Botschafters in Santiago trägt zum Beispiel das Kennzeichen CD·0201. Mit Bolivien pflegt Chile keine diplomatischen Beziehungen, daher werden bolivianische Interessen nur durch Honorarkonsuln vertreten. Bolivien hat den Ländercode 99, zum Beispiel CH·9904.
Für internationale Organisationen gilt ein ähnliches System, wenn auch die Organisationen nicht einer alphabetischen Ordnung unterliegen. So ist der Kennzeichen-Code der ESO die 23; ein Bus dieser Organisation trägt das Kennzeichen OI·2327. Die 20 steht für die AURA (Association of Universities for Research in Astronomy), ein Pkw der AURA trägt das Kennzeichen OI·2077. Die 27 steht für die ALMA, Fahrzeuge tragen die Kennzeichen OI·2703 und OI·2705. Außerdem in Verwendung sind unter anderem die Codes: 01, 02, 03, 04, 05, 06, 07, 08, 10, 25, 26.
Kurz vor Einführung des Formates 2 legte das chilenische Außenministerium in einer Verordnung vom 3. November 1984 fest, wie viele Kennzeichen für welche diplomatische Funktion zur Verfügung stehen:
- Beamte der Botschaft oder des Konsulats:
  - Chef der Auslandsvertretung (im Allgemeinen der Botschafter): 3 Kennzeichen
  - andere diplomatische Beamte: 2 Kennzeichen
  - administrative und technische Mitarbeiter 1 Kennzeichen
  - weitere Experten: 1 Kennzeichen
- Mitarbeiter der Internationalen Organisationen (Organismos Internacionales)
  - Chef der Auslandsvertretung oder Repräsentanten: 3 Kennzeichen
  - andere internationale Mitarbeiter: 2 Kennzeichen

Diese Liste gibt einen Überblick über einige Ländercodes der Diplomatenkennzeichen.
| 01 – Apostolischer Nuntius 02 – Deutschland 04 – Argentinien 05 – Australien 06 – Österreich 07 – Belgien 09 – Brasilien 10 – Bulgarien 11 – Kanada 12 – Tschechien 13 – Kolumbien 14 – Südkorea 15 – Costa Rica 16 – Kroatien 17 – Kuba 18 – Dänemark | 20 – Ägypten 21 – El Salvador 24 – Vereinigte Staaten 25 – Vereinigte Staaten 26 – Äthiopien 27 – Russland 28 – Philippinen 30 – Frankreich 33 – Guatemala 36 – Ungarn 37 – Indien 38 – Indonesien 39 – Israel 40 – Italien 41 – Japan 44 – Malaysia | 46 – Mexiko 48 – Norwegen 53 – Paraguay 54 – Peru 55 – Polen 57 – Vereinigtes Königreich 58 – Syrien 59 – Algerien 60 – Dominikanische Republik 62 – Volksrepublik China 70 – Uruguay 76 – Irak 80 – Europäische Union 99 – Bolivien |

Außerdem aktuell in Verwendung sind unter anderem die Codes 19, 22, 23, 29, 31, 32, 35, 50, 51, 52, 63, 65, 68, 69, 71, 72, 77, 81.

Diese Codierung wird auf Zweiräder offenbar nicht angewendet, obwohl auch für Zweiräder diese blau-weißen Schilder in Gebrauch sind. So ist für die Deutsche Botschaft ein Motorroller auf das Diplomatenkennzeichen CD·959 zugelassen.

### Kennzeichen der zollfreien Zonen – Zona franca

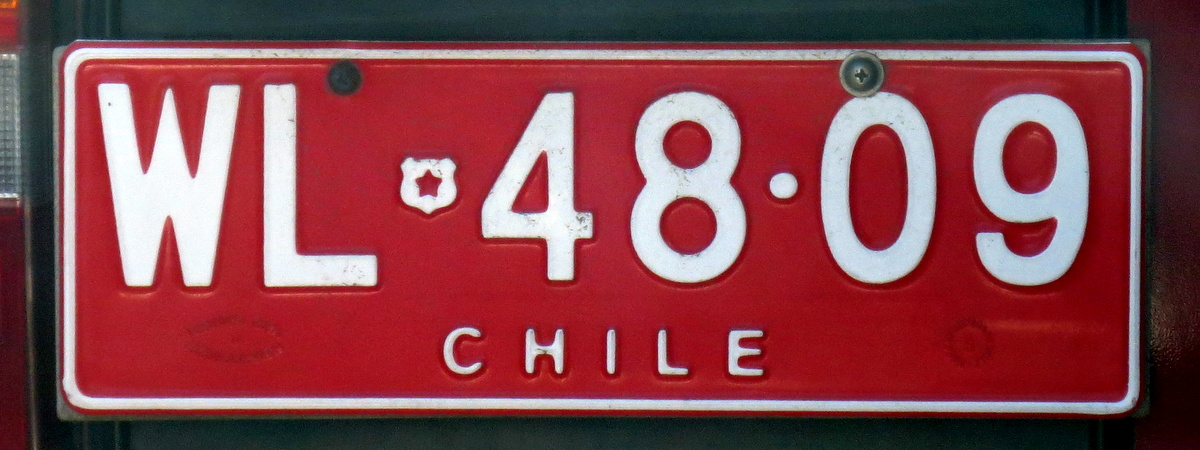
Beispiel eines Zona-Franca-Kennzeichens an einem Pkw.

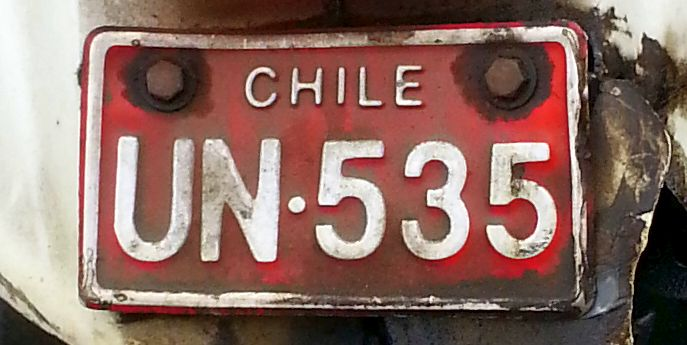
Beispiel eines Zona-Franca-Kennzeichens an einem Motorrad.

Diese Kennzeichen wurden ab dem 1. Januar 2005 an neu registrierte Fahrzeuge in den beiden zollfreien Gebieten Iquique und Punta Arenas vergeben. Die in diesen steuervergünstigten Zonen zu kleineren Preisen erworbenen Autos unterliegen Einschränkungen. So dürfen sie nur für 90 Tage pro Jahr außerhalb der zollfreien Zone bewegt werden, die Erlaubnis dazu muss beantragt werden. Für den Gebrauch und den Handel mit diesen Fahrzeugen sind entsprechende Verordnungen und teils empfindliche Strafen gesetzlich festgelegt. So wird eine Überschreitung der 90-Tage-Frist wie eine Steuerhinterziehung geahndet. Zur besseren Überwachung war für diese Fahrzeuge ein auffälliges rotes Kennzeichen obligatorisch. Es gab jedoch immer wieder Beschwerden der Kfz-Halter gab, die ein solches rotes Kennzeichen führen mussten. So wurden sie überdurchschnittlich oft von der Polizei kontrolliert, insbesondere am Rande und außerhalb der beiden zollfreien Zonen. Heute ist das rote Kennzeichen nicht mehr obligatorisch, wird aber auf Wunsch ausgestellt. Einige Firmen machen davon Gebrauch, um ihre Fahrzeugflotte besser kontrollieren zu können.
Sie sind in den Formaten 2 und 3 ausgegeben worden.

Die 2014 eingeführte FE-Schrift wird auf diese Kennzeichen ebenfalls angewandt.

### Busse des Transantiago

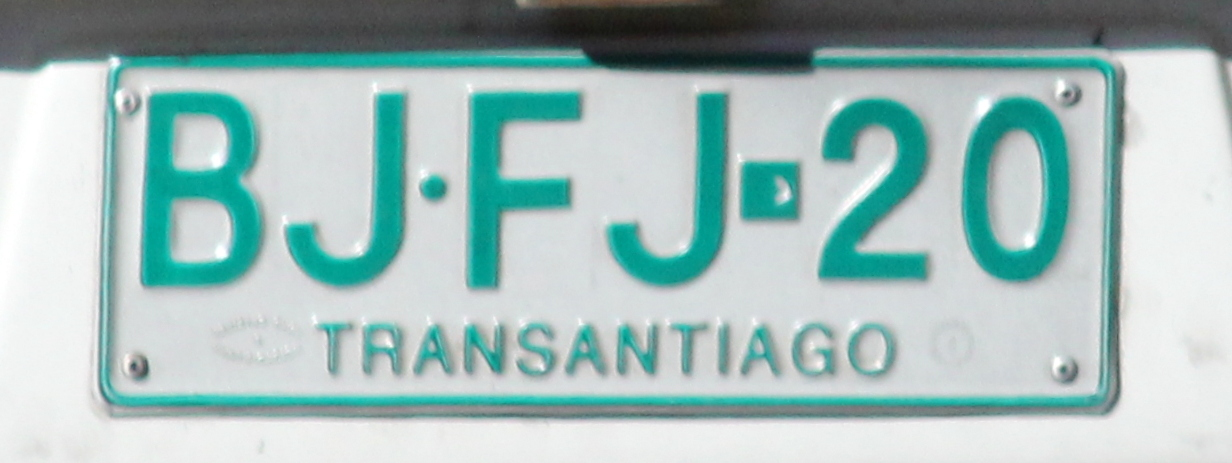
Kennzeichen eines Transantiago-Busses im Format 3

Die Kennzeichen der Busse des Transantiago (Omnibusnetz in Santiago) haben grüne Schrift auf weißem Grund und tragen am unteren Rand das Wort TRANSANTIAGO und anstelle des Staatswappens steht ein Quadrat mit inne liegendem Pfeil.
Geht ein Nummernschild eines Transantiago-Busses verloren oder wird beschädigt, so wird dem Bus ein Ersatzkennzeichen erteilt, das dem eines Privatfahrzeugs entspricht. Auf dem Ersatzschild aus Papier findet sich unten der Schriftzug CHILE anstatt TRANSANTIAGO.

Wie bei den privaten Kennzeichen und den Kennzeichen für Taxis und Radiotaxis werden Kennzeichenduplikate der Formate 2 und 3 seit 2014 im neuen Design mit FE-Schrift ausgegeben.

## Farbe und Material
Die Kennzeichen bestehen meist aus Aluminium und haben je nach Art und Bestimmung des Fahrzeugs verschiedene Farbzusammenstellungen (Formate AA·10-00 und BB-BB·10):

### Privatfahrzeuge, schwere Anhänger

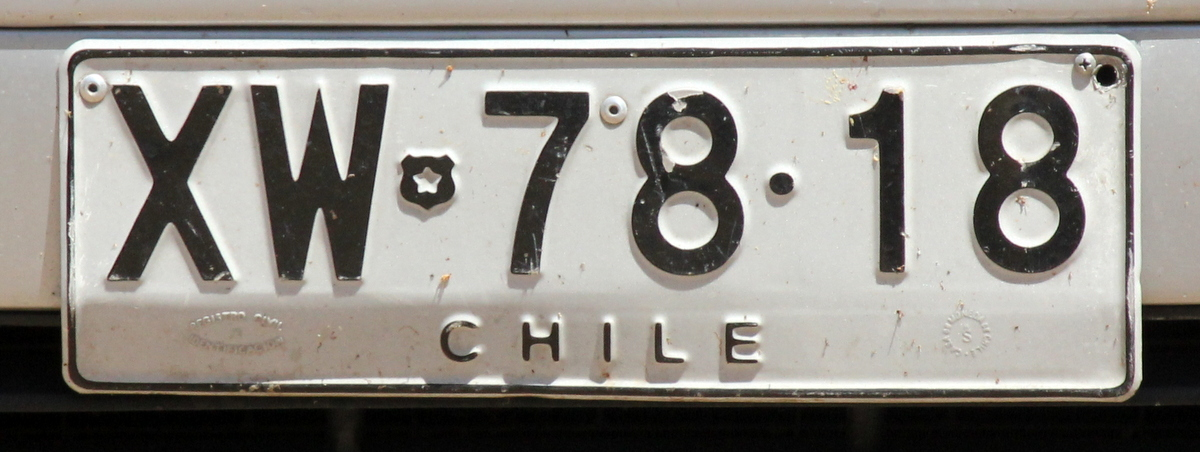
Format 2
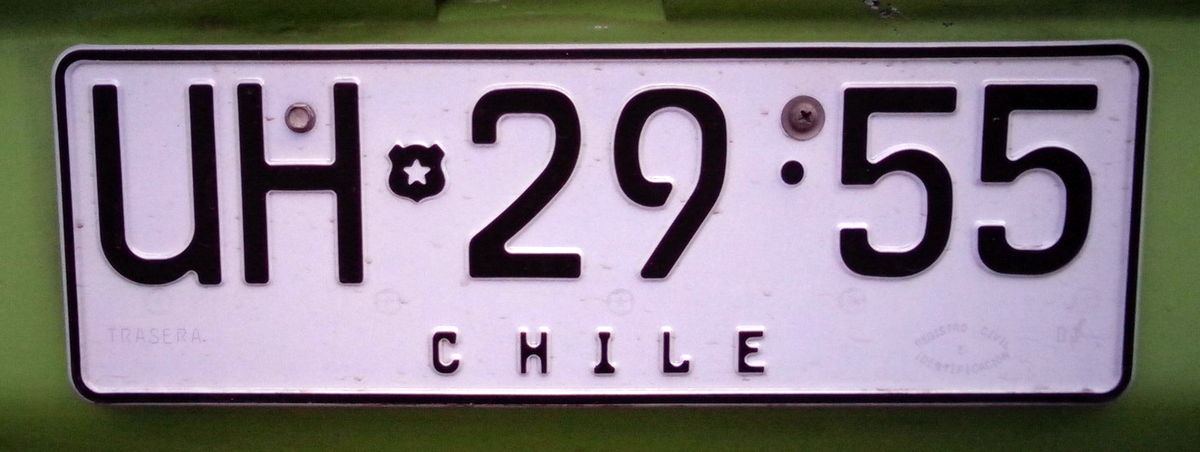
Format 2, neue Schrift
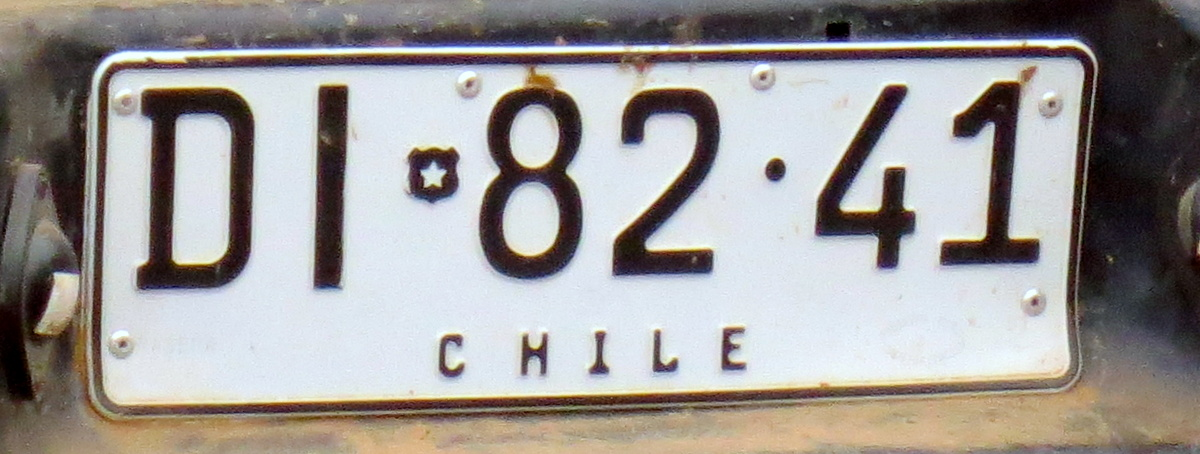
Format 2, neue Schrift, mit Buchstaben I
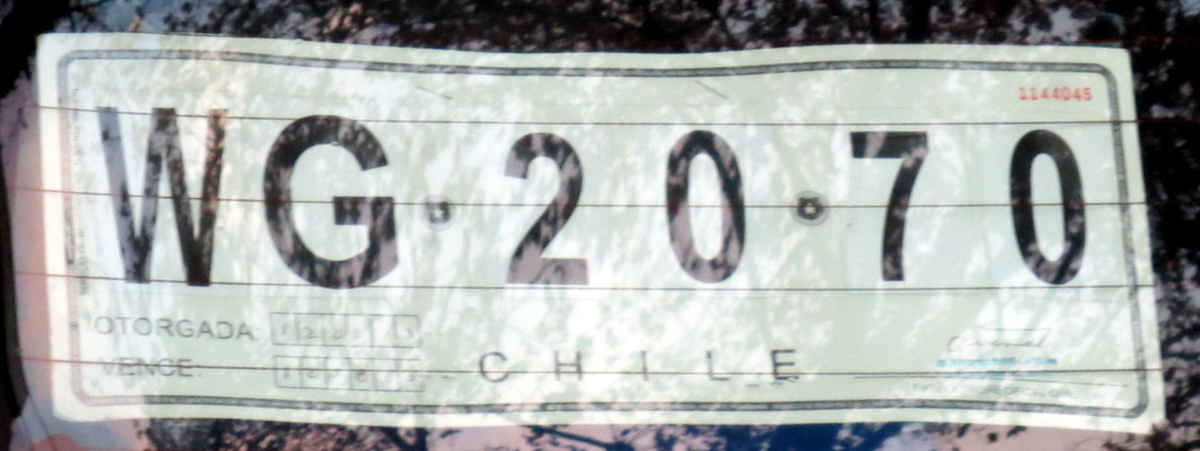
Format 2, Ersatzschild
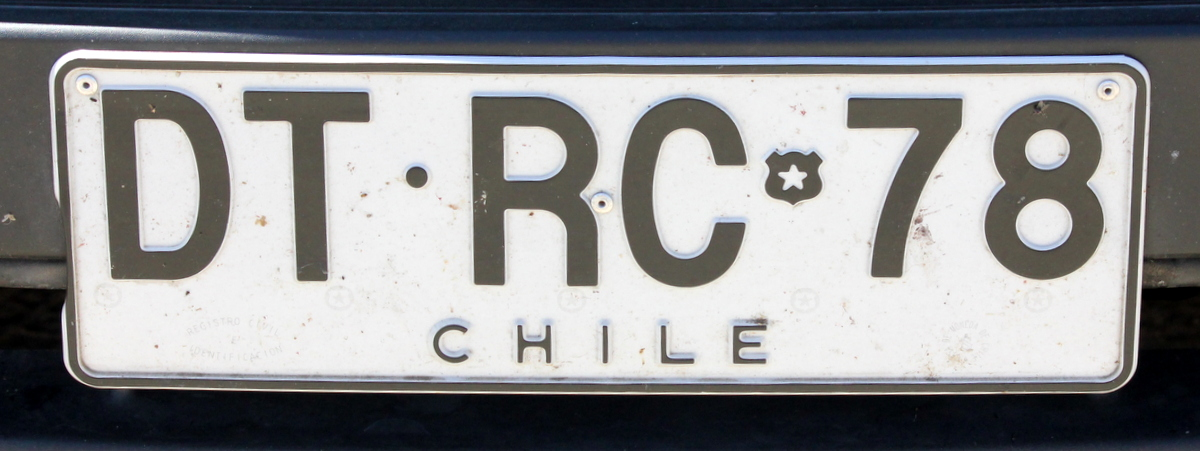
Format 3
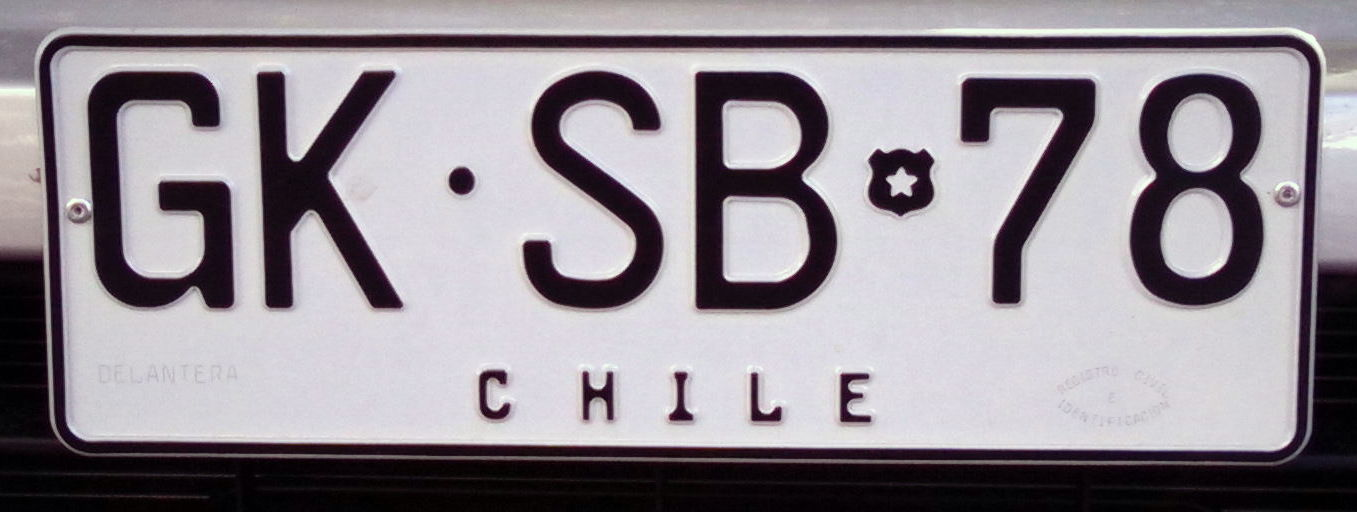
Format 3, neue Schrift
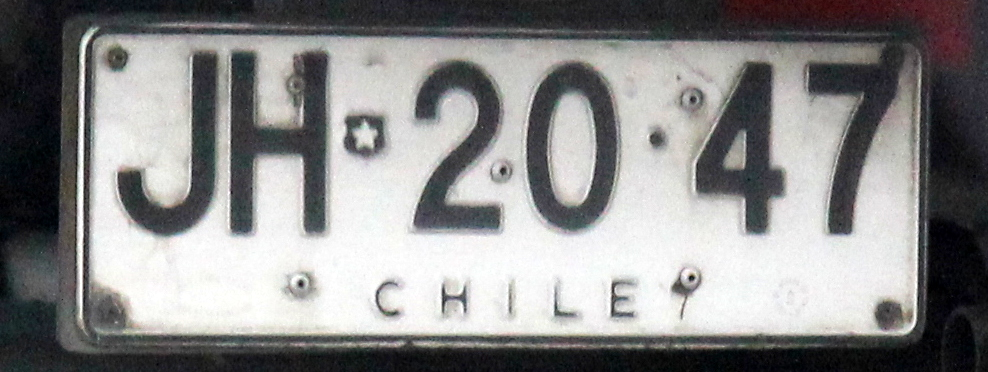
Format 2, schwerer Anhänger

### Motorräder

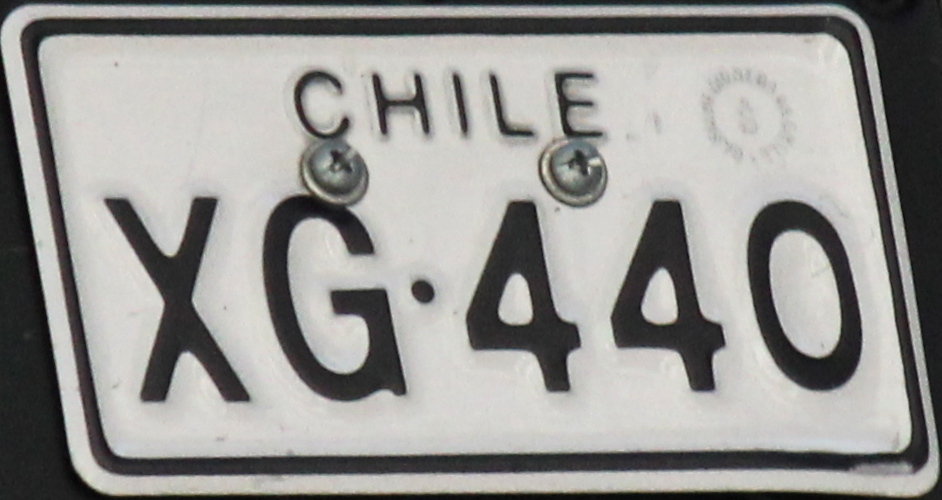
Format 2
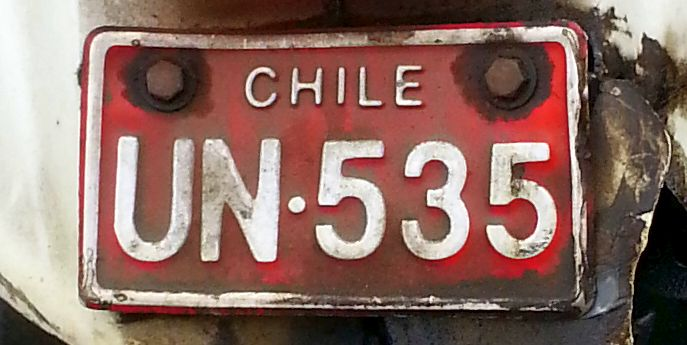
Format 2, Zona Franca
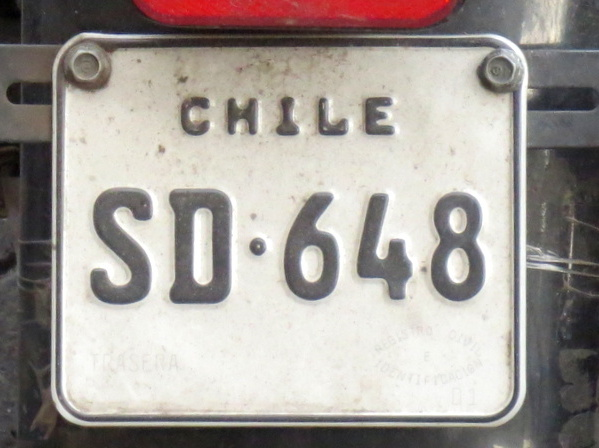
Format 2, neue Schrift
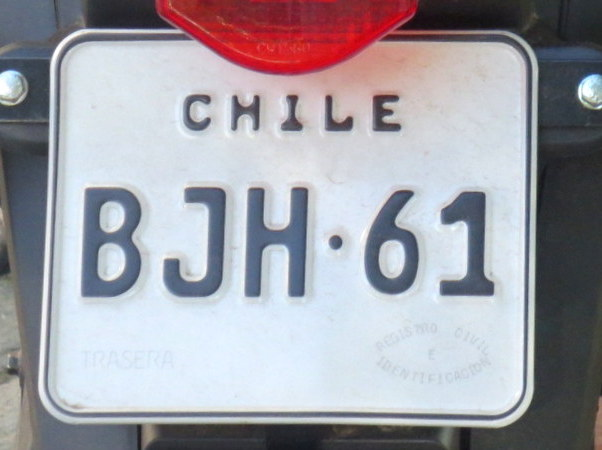
neues Design
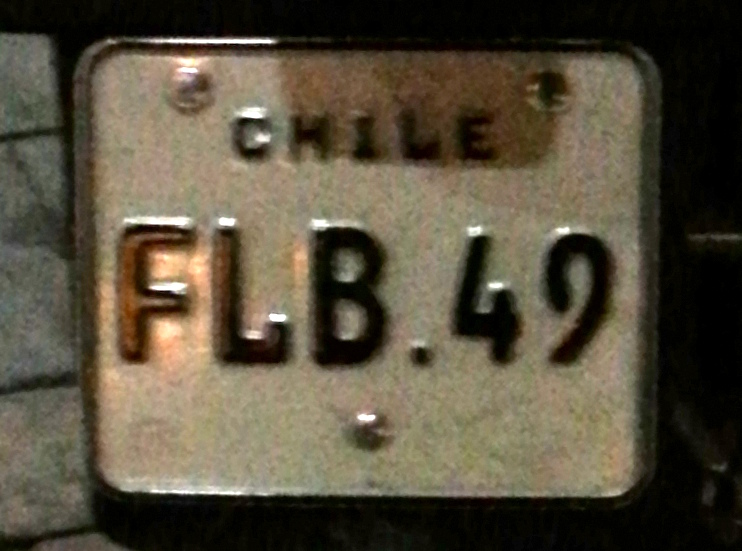
neues Design, seit DBB.10 mit Punkt unten

### Taxis (taxi báscio)

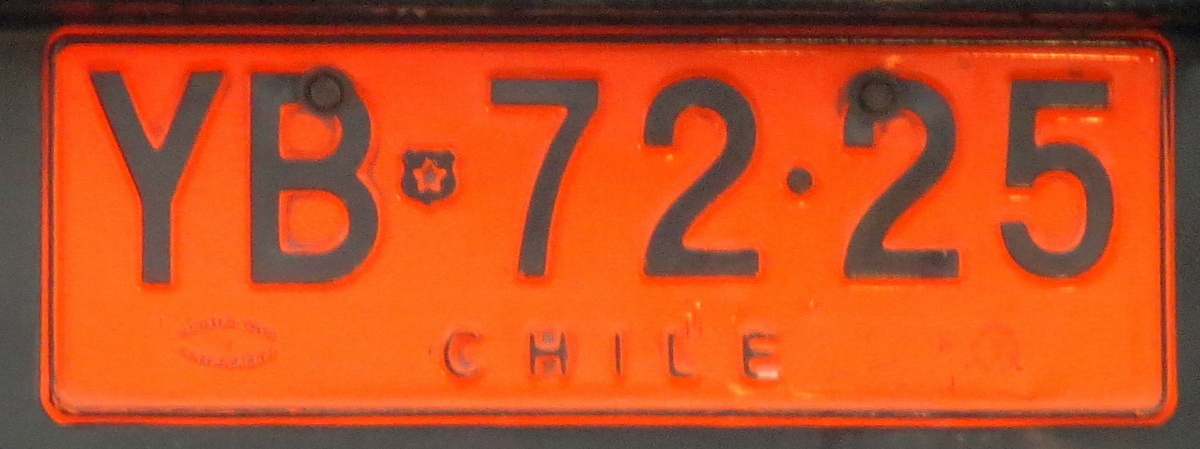
Format 2
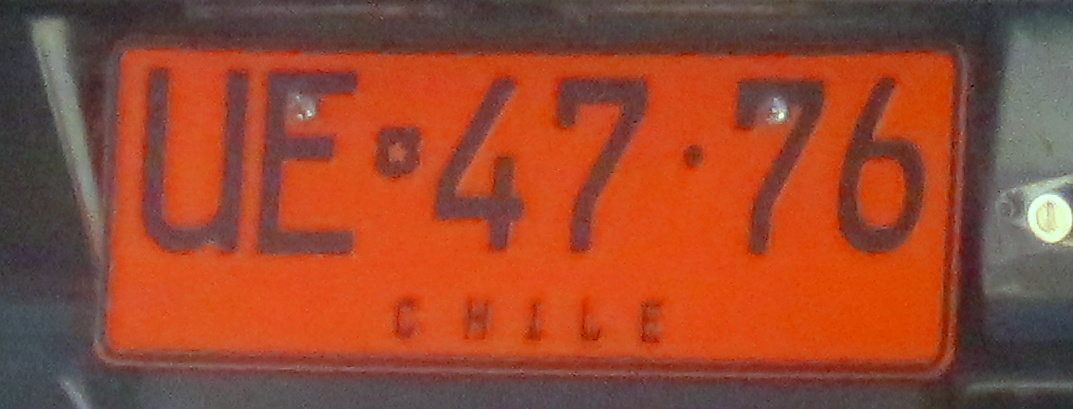
Format 2, neue Schrift
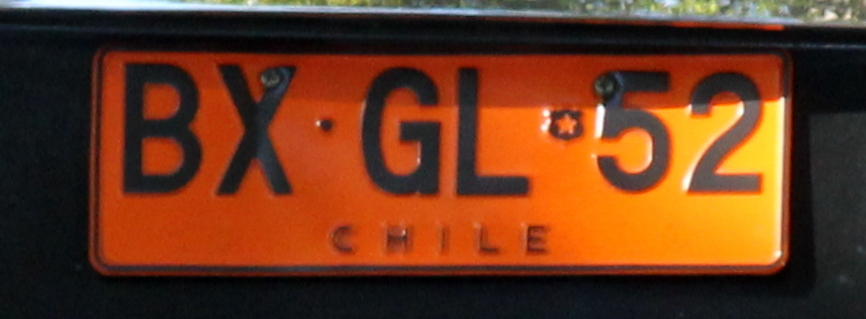
Format 3
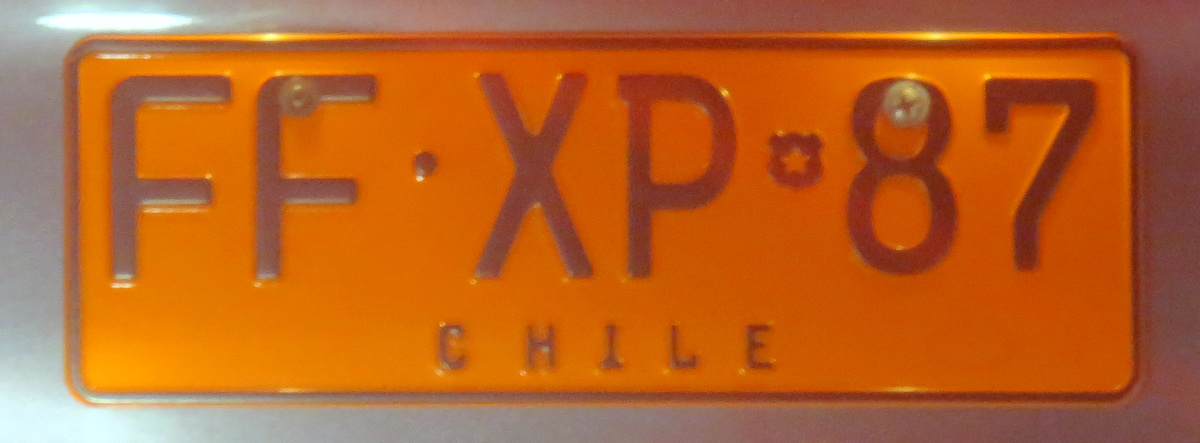
Format 3, neue Schrift

### Colectivos (Sammeltaxis)

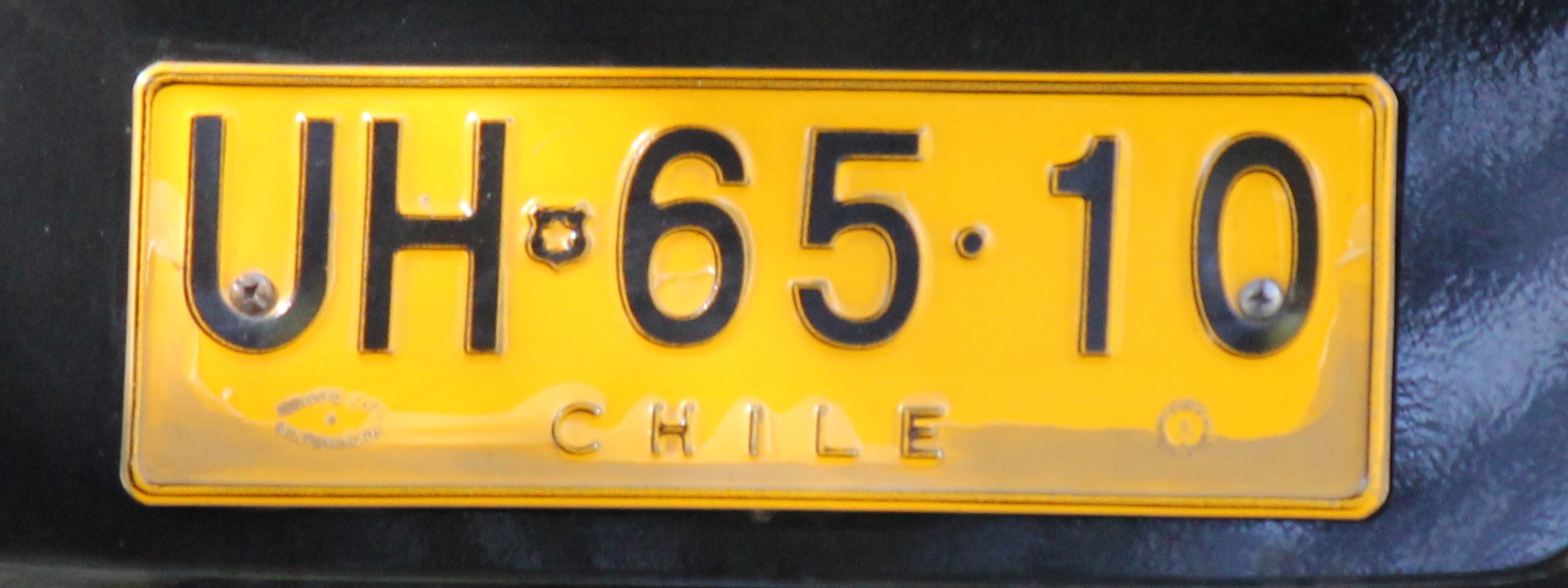
Format 2
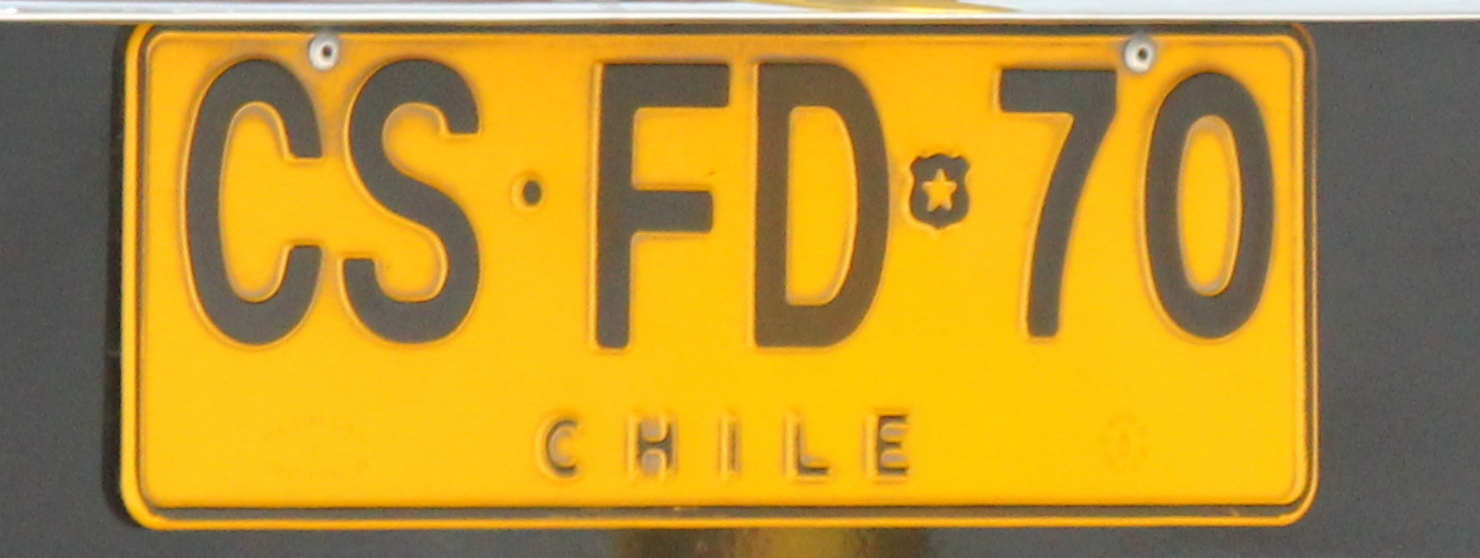
Format 3
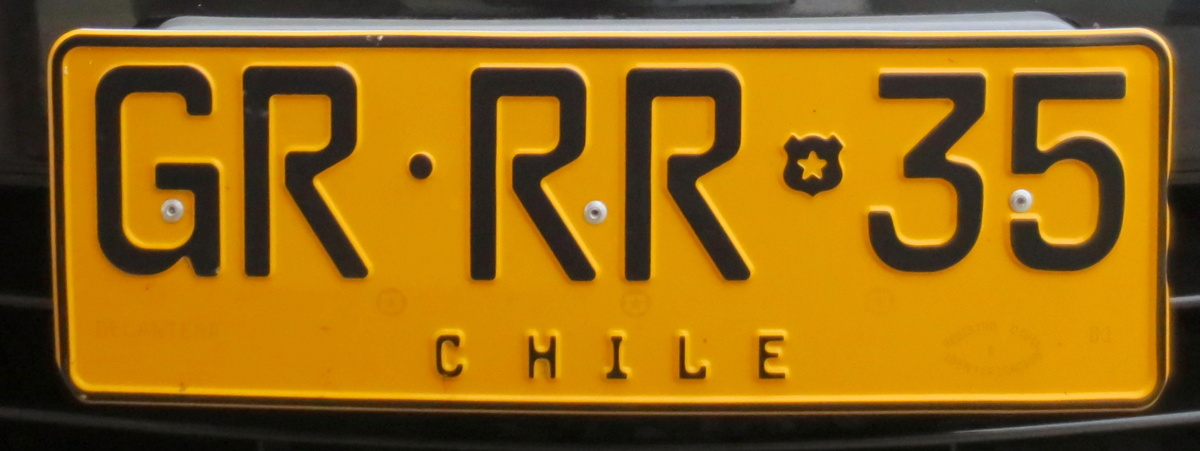
Format 3, neue Schrift

### Exekutivtaxi, Tourismus

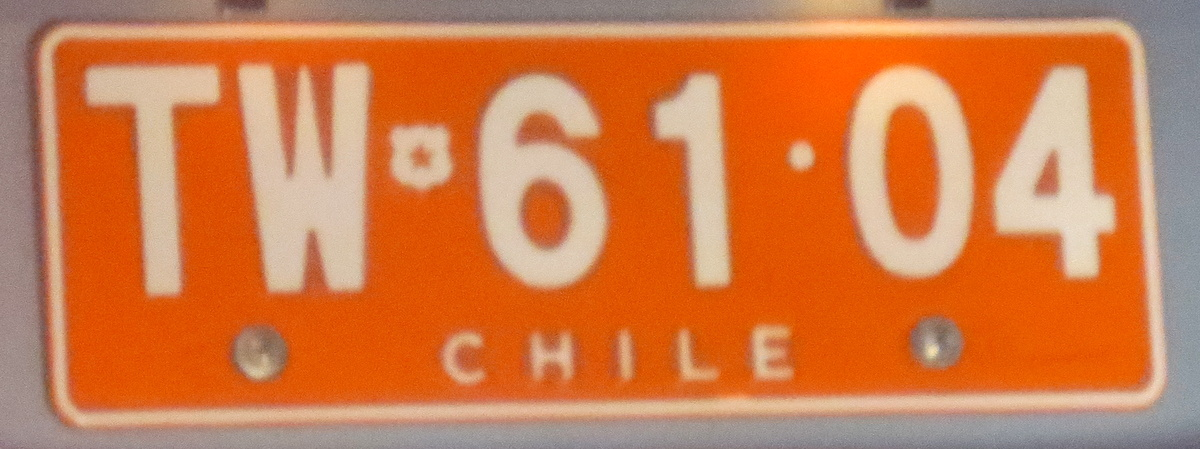
Format 2
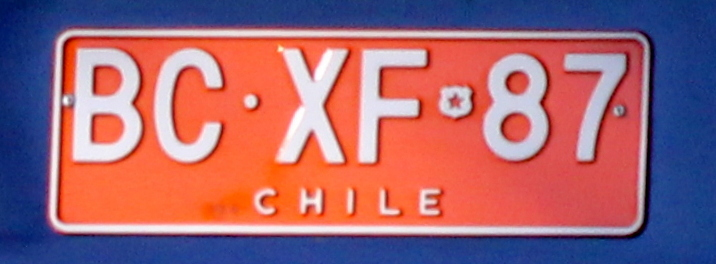
Format 3
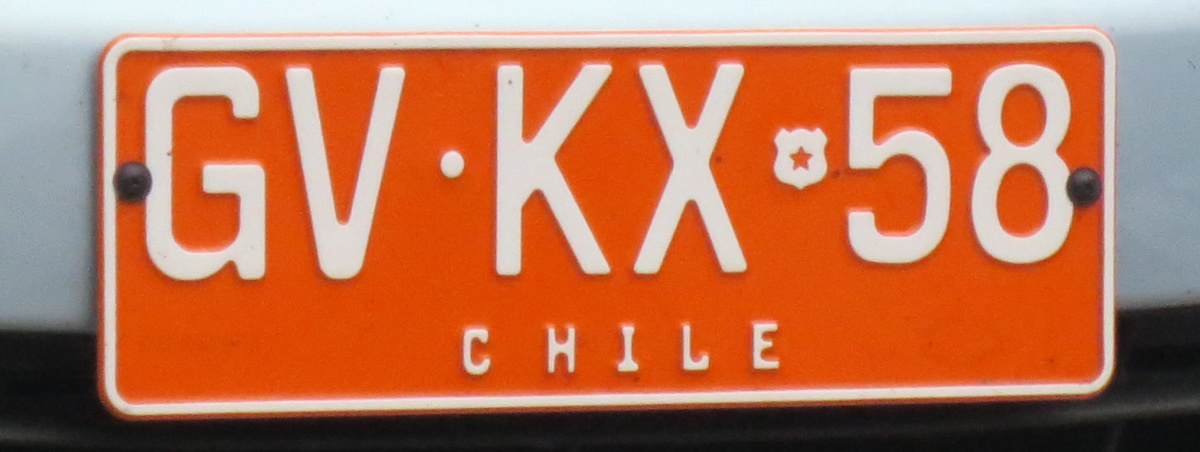
Format 3, neue Schrift

### Bus des Transantiago

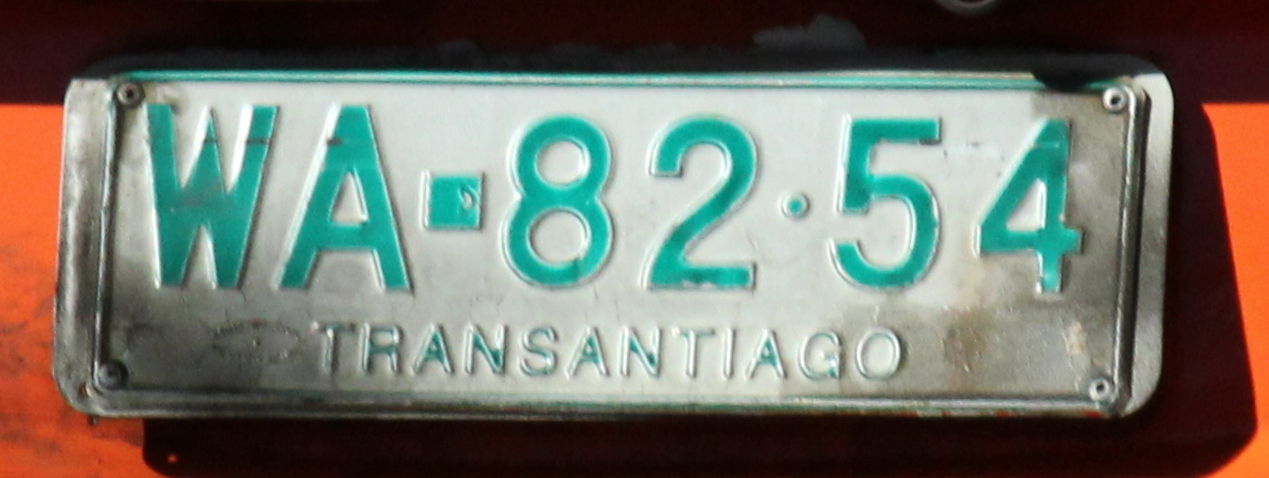
Format 2
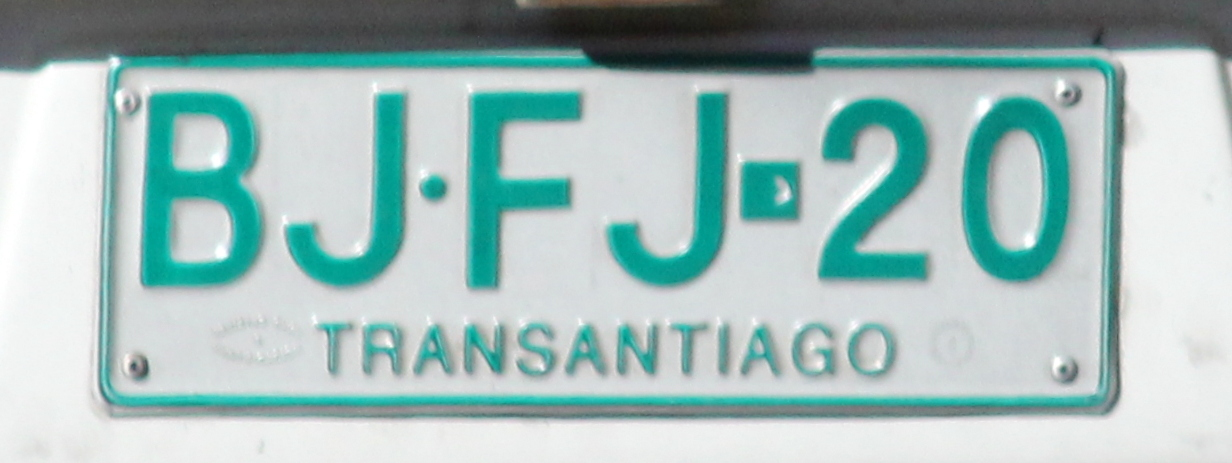
Format 3
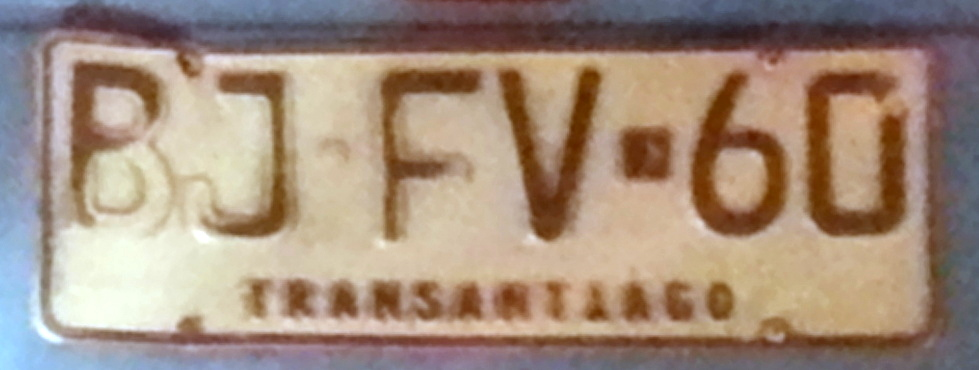
Format 3, neue Schrift

### Feuerwehr – Cuerpo Bomberos
- CB Santiago
- CB Valparaiso

### Diplomatisches Korps – Cuerpo diplomático

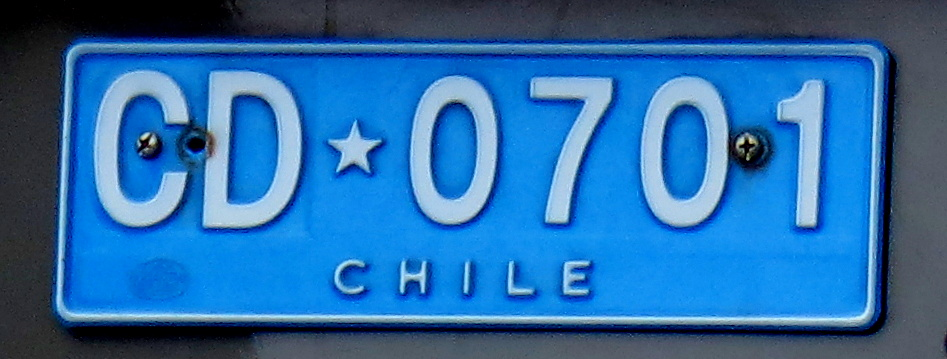
diplomatisches Korps
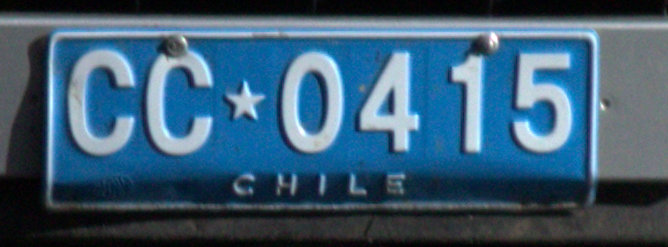
konsularisches Korps
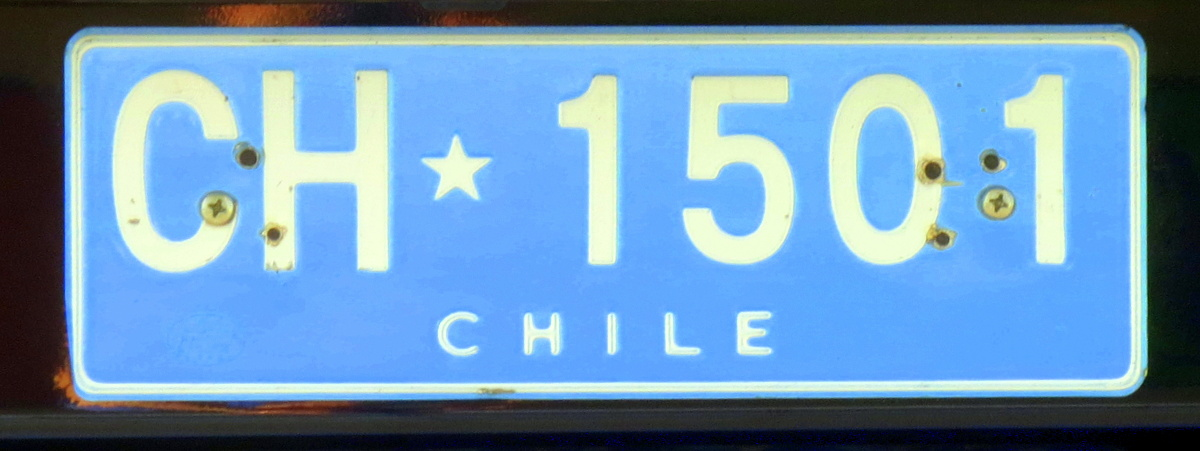
Honorarkonsuln
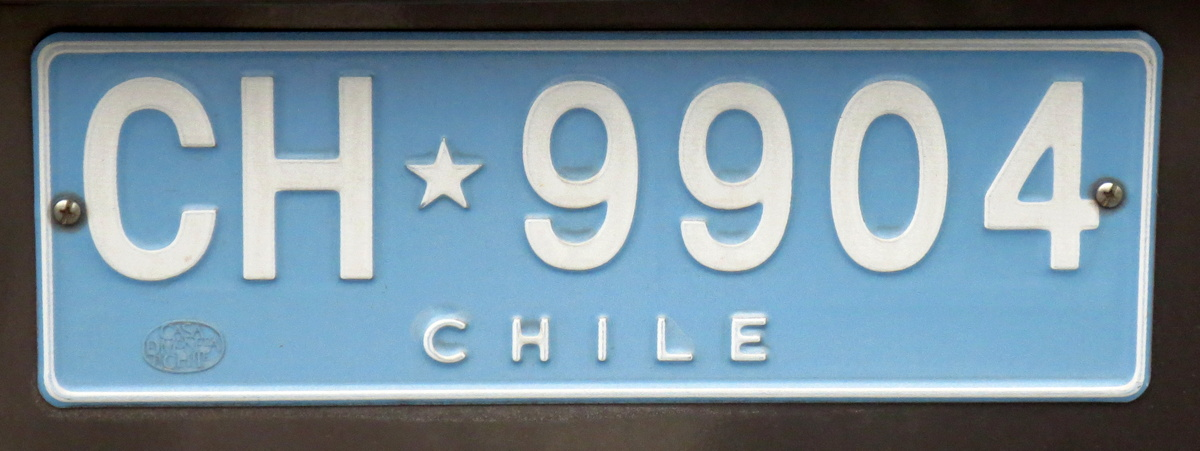
Honorarkonsuln (Bolivien)
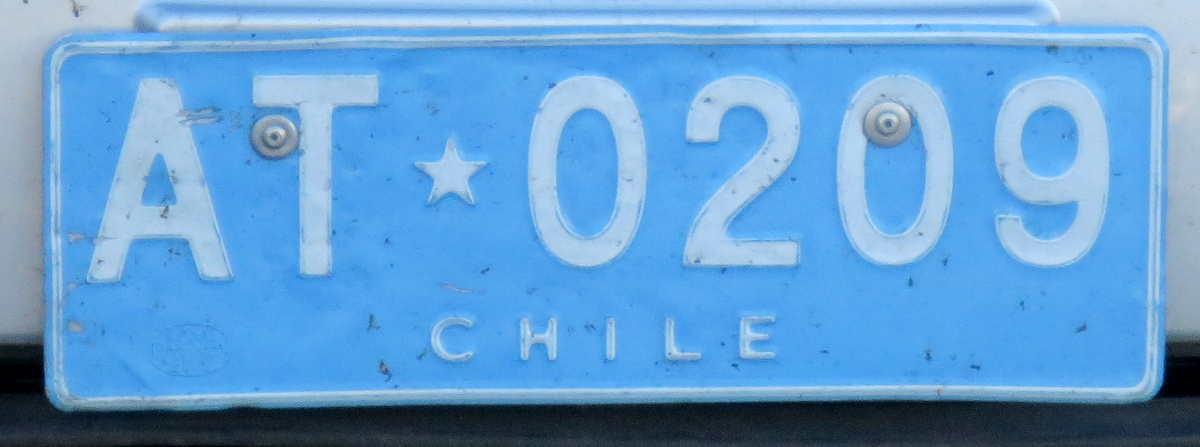
technische Assistenz
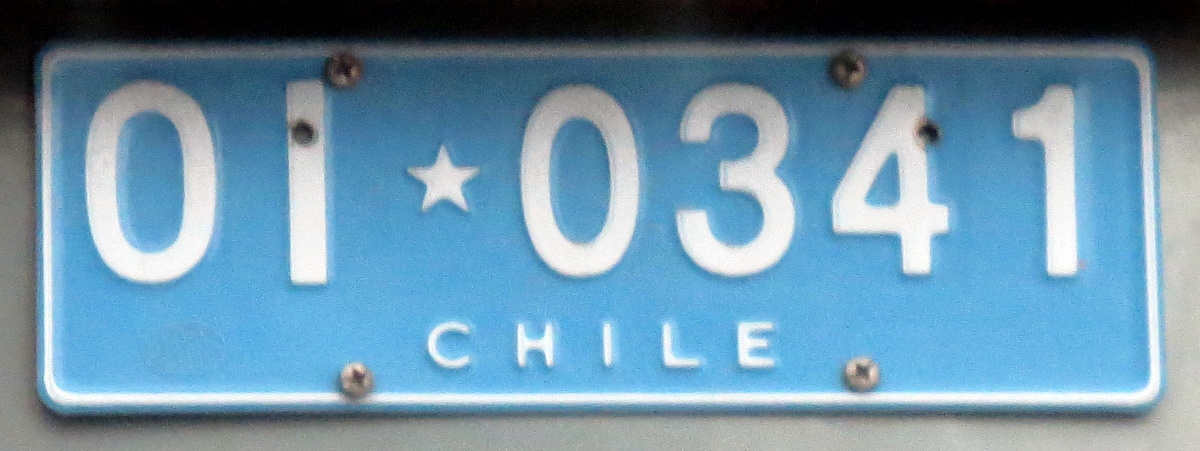
internationale Organisation
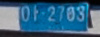
Kennzeichen der ALMA

### Zollkennzeichen – Zona franca

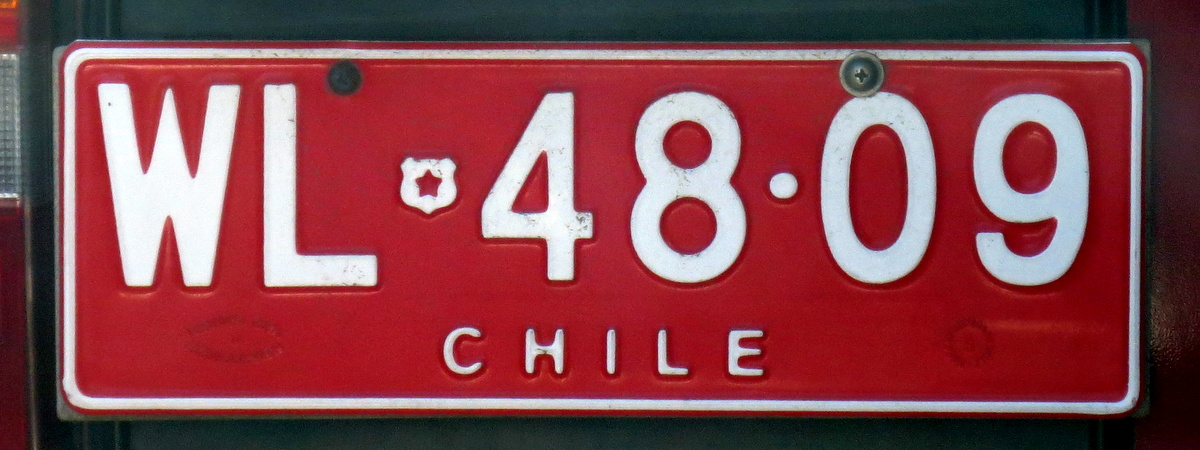
Format 2
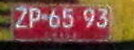
Format 2, neue Schrift
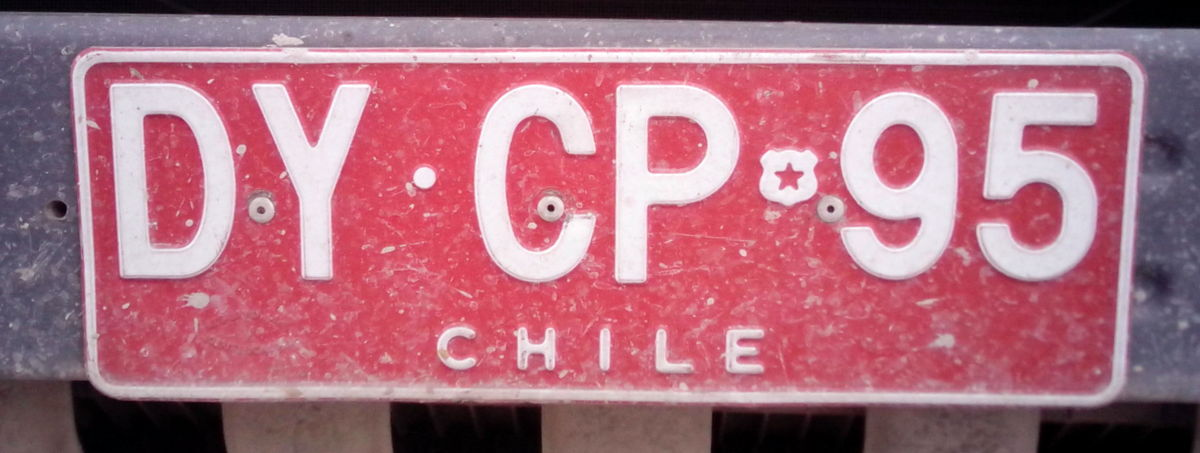
Format 3
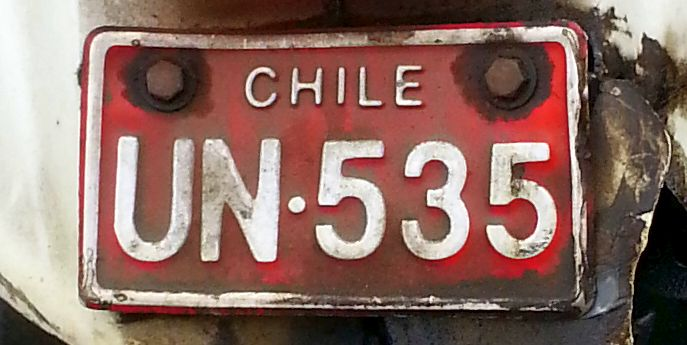
Motorrad

### Leichte Anhänger

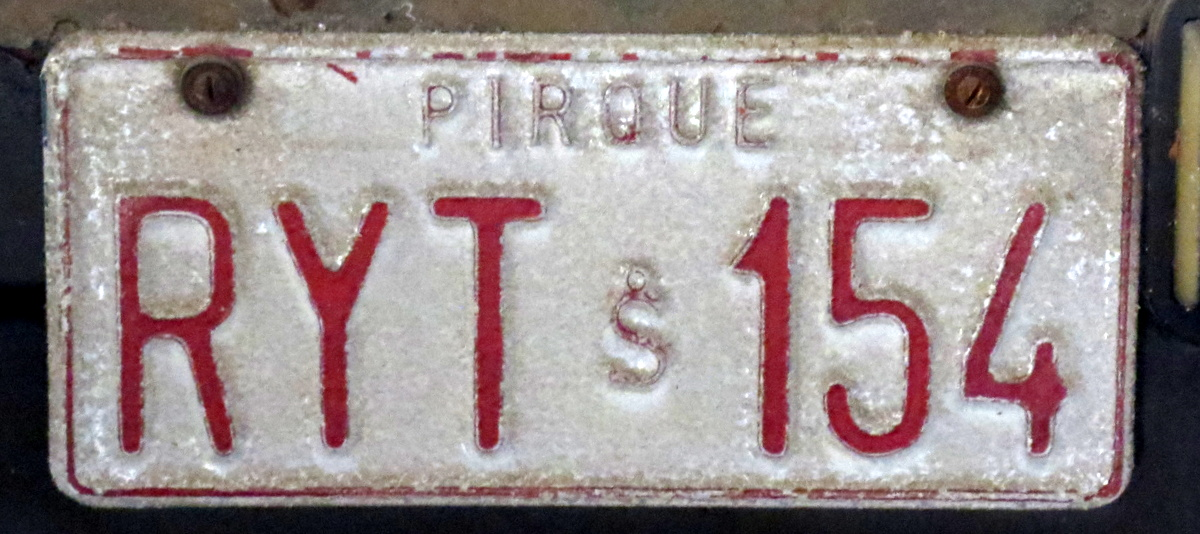
altes Format
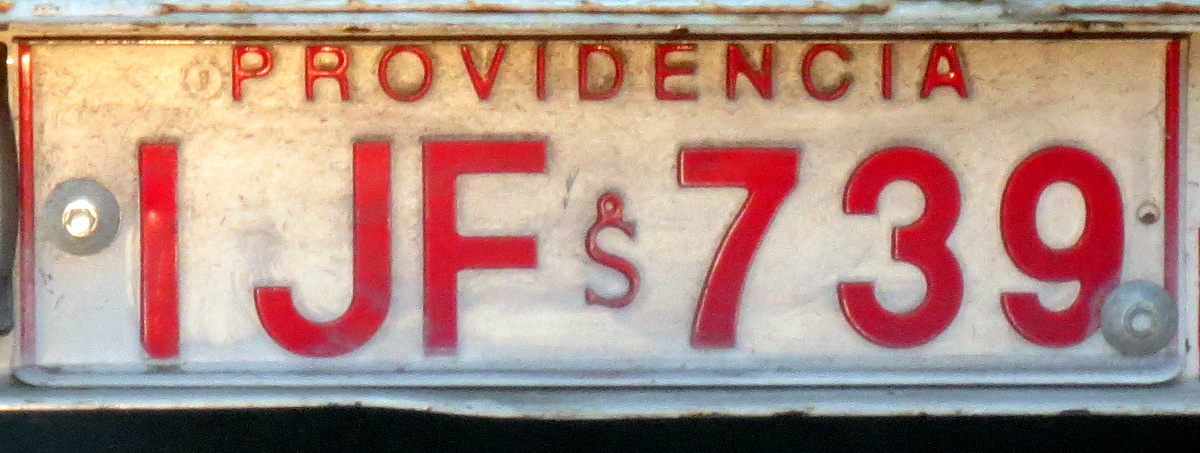
aktuelles Format

## Trivia

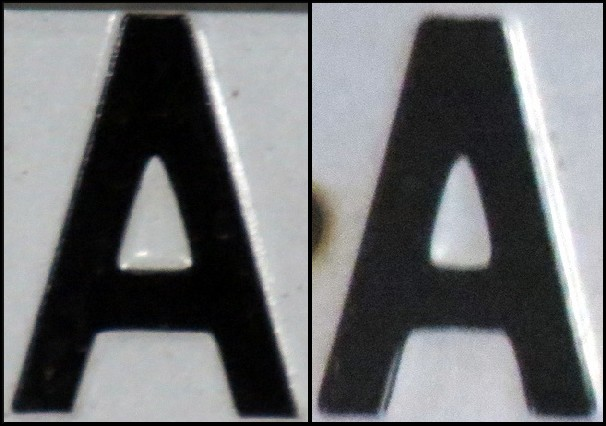
Vergleich der Schriftarten nach und vor der Umstellung

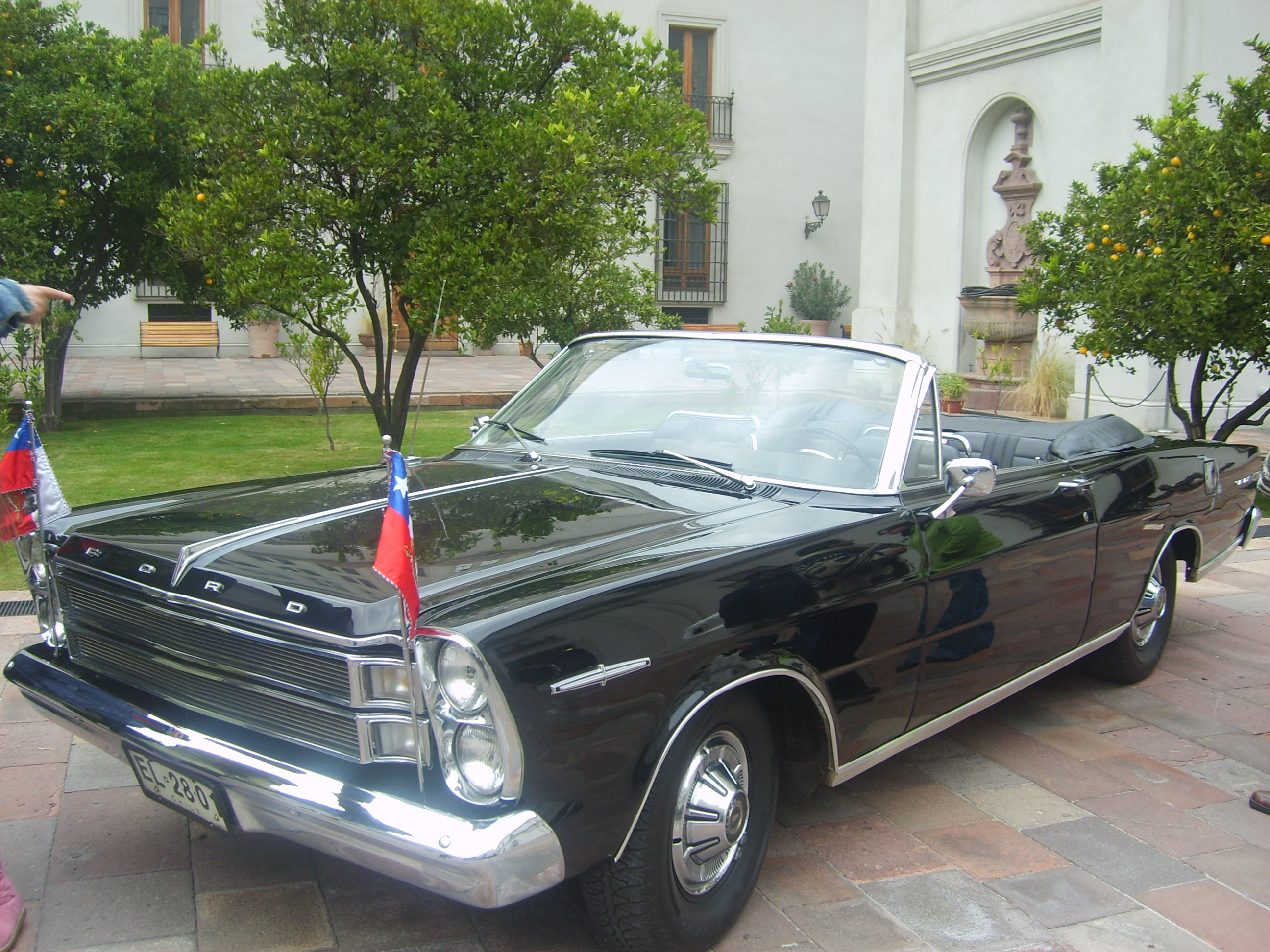
Die Präsidenten-Limousine im Jahre 2007

- Die Kombinationen, die im alten System (Format 2) nicht für Autos verwendet wurden, weil sie nicht im „Instructivo para Validación de Patentes“[120] aufgeführt wurden, sind: BB, AD, AK, AY, GG, DC und VW.
Außerdem waren die einzigen Kombinationen, die auf M und Q endeten oder das I und das O verwendeten: XM, XQ, DI, ZI und JO. An Motorrädern sind einige dieser Serien und Kombinationen durchaus zu finden.
- Das Design der Kennzeichen änderte sich 1991 mit Einführung der Kombination DP. Dabei wurden die Stärke der Buchstaben etwas schmaler gestaltet und die Prägung festgelegt.
- Kraftfahrzeuge auf den Osterinsel tragen die gleichen Kennzeichen wie solche auf dem Festland. Die Insel gehört zur Region V.
- Unter der Internetadresse apps.mtt.cl bietet das chilenische Ministerio de Transportes y Telecomunicaciones einen Service an, der es jedem ermöglicht, anhand des Kennzeichens genauere Daten zum Halter eines Taxis, Radiotaxis, Busses, Colectivos oder Schulbusses zu erhalten.
- Zuweilen wurde in den 1980er Jahren sehr besonderen Fahrzeugen auch ein vollkommen rotes Kennzeichen zugeordnet. So im Jahre 1982 bei der Präsidentenlimousine, einem Ford Galaxie 500 XL, Baujahr 1966.[121] Im Zuge der Umstellung auf das Format 2 erhielt diese Limousine das Kennzeichen EL·28-01.[122]